# Mănăstirea minorită din Bistrița

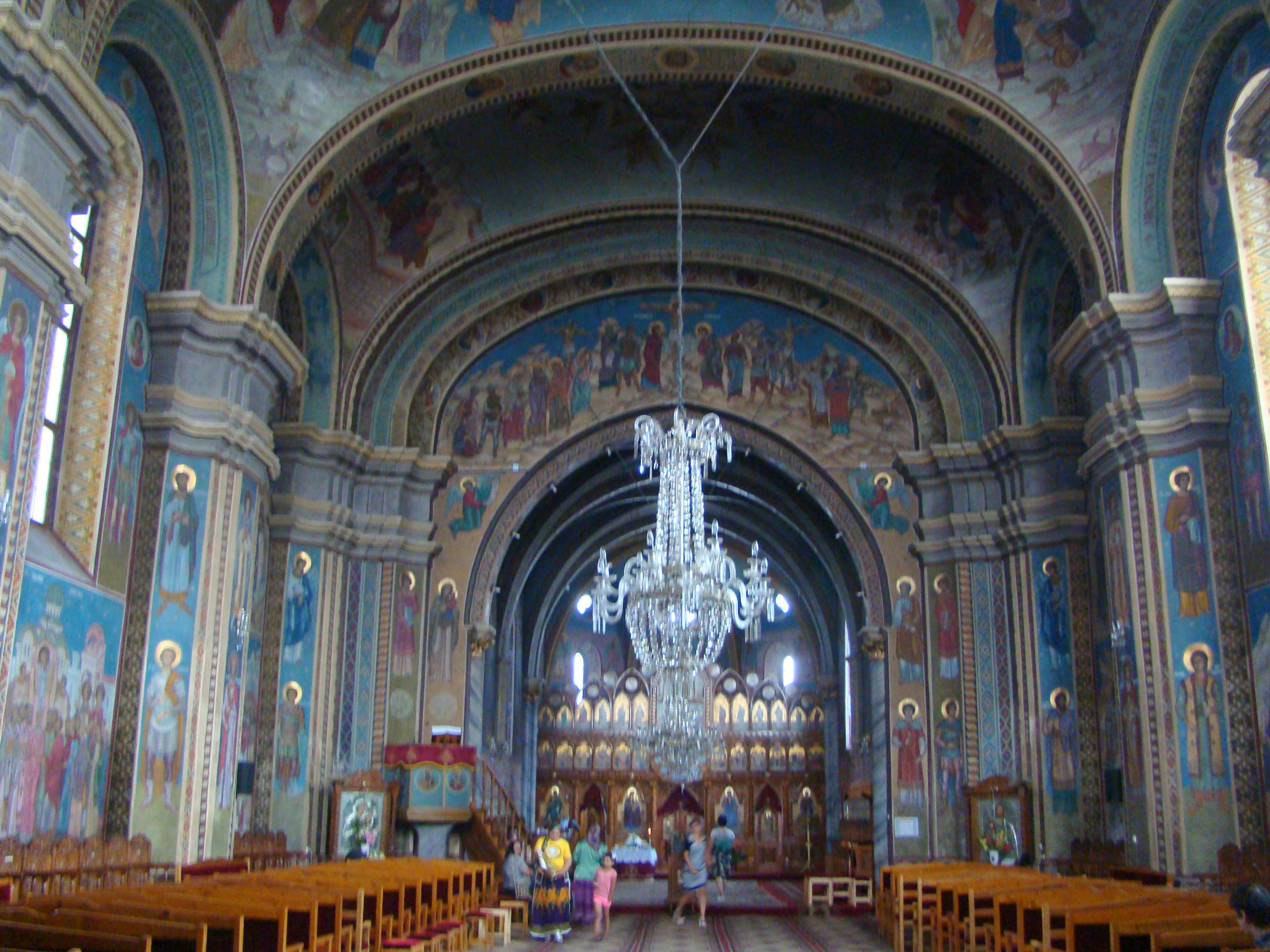
Nava spre iconostas

Mănăstirea minorită „Sf. Andrei” din Bistrița, cunoscută și drept Biserica de la Coroana, cu noul hram Intrarea în Biserică a Maicii Domnului, este un monument istoric și de arhitectură din sec. al XIII-lea situat în Piața Mare (în prezent Piața Unirii nr. 8) din municipiul Bistrița. Edificiul este o biserică de tip sală, cu bolți în cruce, pe ogive, reprezentativ pentru goticul transilvănean timpuriu de filiație cisterciană.
Biserica și mănăstirea au fost cumpărate în anul 1895 de Parohia Română Unită (greco-catolică) Bistrița de la Ordinul franciscan minorit, contra sumei de 35.000 coroane austro-ungare. 
În 1948, odată cu scoaterea în afara legii a Bisericii Române Unite de către regimul comunist, întregul ansamblu (biserică și mănăstire) a fost trecut în folosința Bisericii Ortodoxe Române. În anul 2013 un proiect de modernizare urbană a Pieței Unirii din Bistrița a fost blocat din cauza disputelor legate de dreptul de proprietate asupra ansamblului de clădiri. În prezent sediul Protopopiatului Ortodox Bistrița se găsește în fosta clădire a mănăstirii minorite, care a fost din 1895 până în 1948 sediul Protopopiatului Greco-Catolic de Bistrița.

## Trăsături
Biserica mănăstirii minorite a fost ridicată pe latura nord-estică a centrului istoric, în interiorul incintei medievale a orașului, în apropierea fostei Porți a Lemnelor. Din ansamblul arhitectural original doar biserica s-a păstrat până în zilele noastre, mănăstirea fiind demolată la începutul veacului trecut. Biserica sală se compune din navă și un cor lung, cu absida poligonală, orientată spre est. Fațada vestică are un aspect simplu și este sprijinită de două contraforturi mai scunde, perpendiculare pe fațadă, și alte două, mai înalte, dispuse pe colțuri. În axul central al fațadei se află  portalul gotic, cu arc frânt, protejat de un portic adosat în 1847.
Fațadele de nord și sud ale navei sunt sprijinite de câte cinci contraforturi, cu trei trepte. Pe ultimul contrafort al fațadei sudice a navei este inscripționat anul MDXX, indicând data construcției contraforturilor și anul primei boltiri a navei. Nava bisericii construite în secolul al XIII-lea avea doar un planșeu de lemn, grinzile sprijinindu-se pe consolele care există și azi în podul navei.
Corul în decroș are o înălțime identică cu cea a navei, cornișa barocă continuându-se și pe fațada acestuia. Zidurile sale sunt sprijinite de opt contraforturi în trepte. Corul este luminat de șase ferestre înalte și înguste, ce au ancadramente cioplite din piatră. Fațada sudică a corului prezintă un portal cu ancadramentul din piatră cu muchiile teșite, deschiderea dreptunghiulară a acestuia fiind încununată de un fronton trilobat.
În interior, arcul de triumf este susținut de coloane așezate în fața câte unui pilastru. Corul se compune din travee rectangulare și absida încheiată cu cele cinci laturi ale unui octogon. Traveele sunt acoperite cu bolți în cruce pe ogive. Cele trei chei de boltă din cor prezintă un decor diferit, cea estică și cea vestică fiind ornamentate cu câte o rozetă, iar cea din mijloc cu vrejuri.
Orga construită în 1760 în atelierul meșterului sibian Johannes Hahn a fost demontată la începutul secolului al XX-lea. După ce lăcașul de cult a intrat în posesia Bisericii Ortodoxe Române, altarul baroc din cor a fost înlocuit cu actualul iconostas. Actuala pictură murală din interior a fost realizată între 1978 și 1980.

## Imagini din exterior

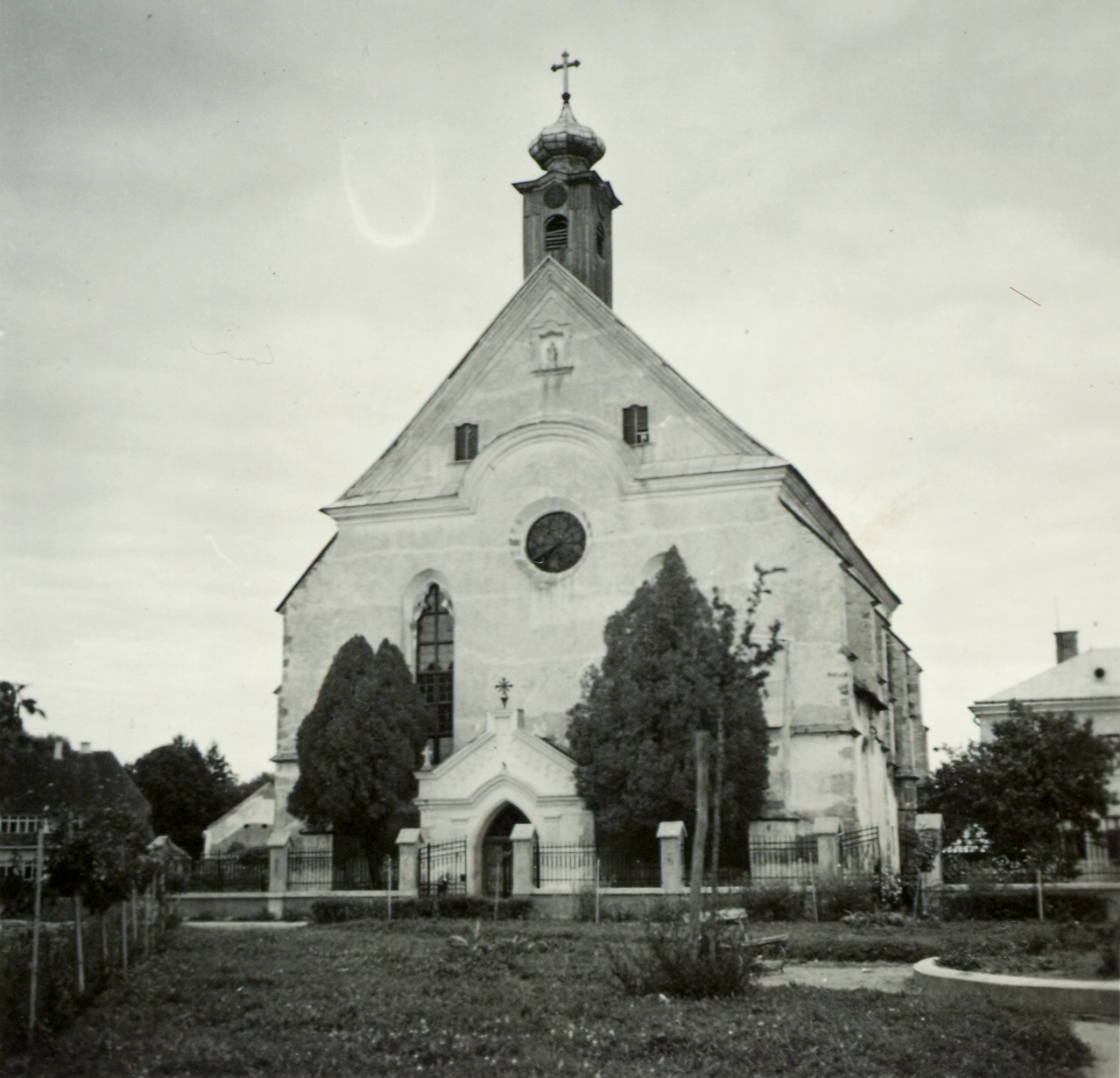
Vechea biserică greco-catolică în 1940
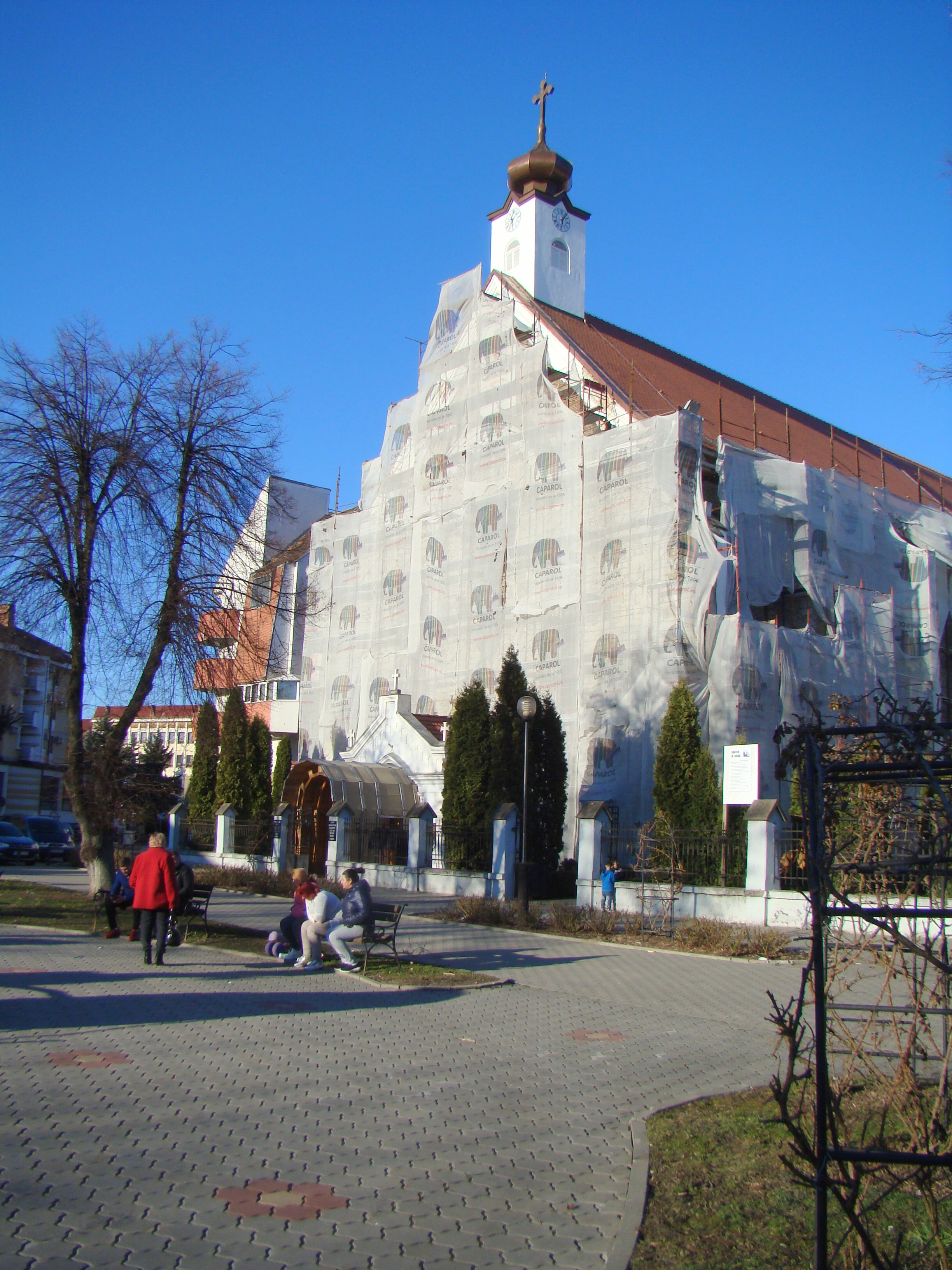
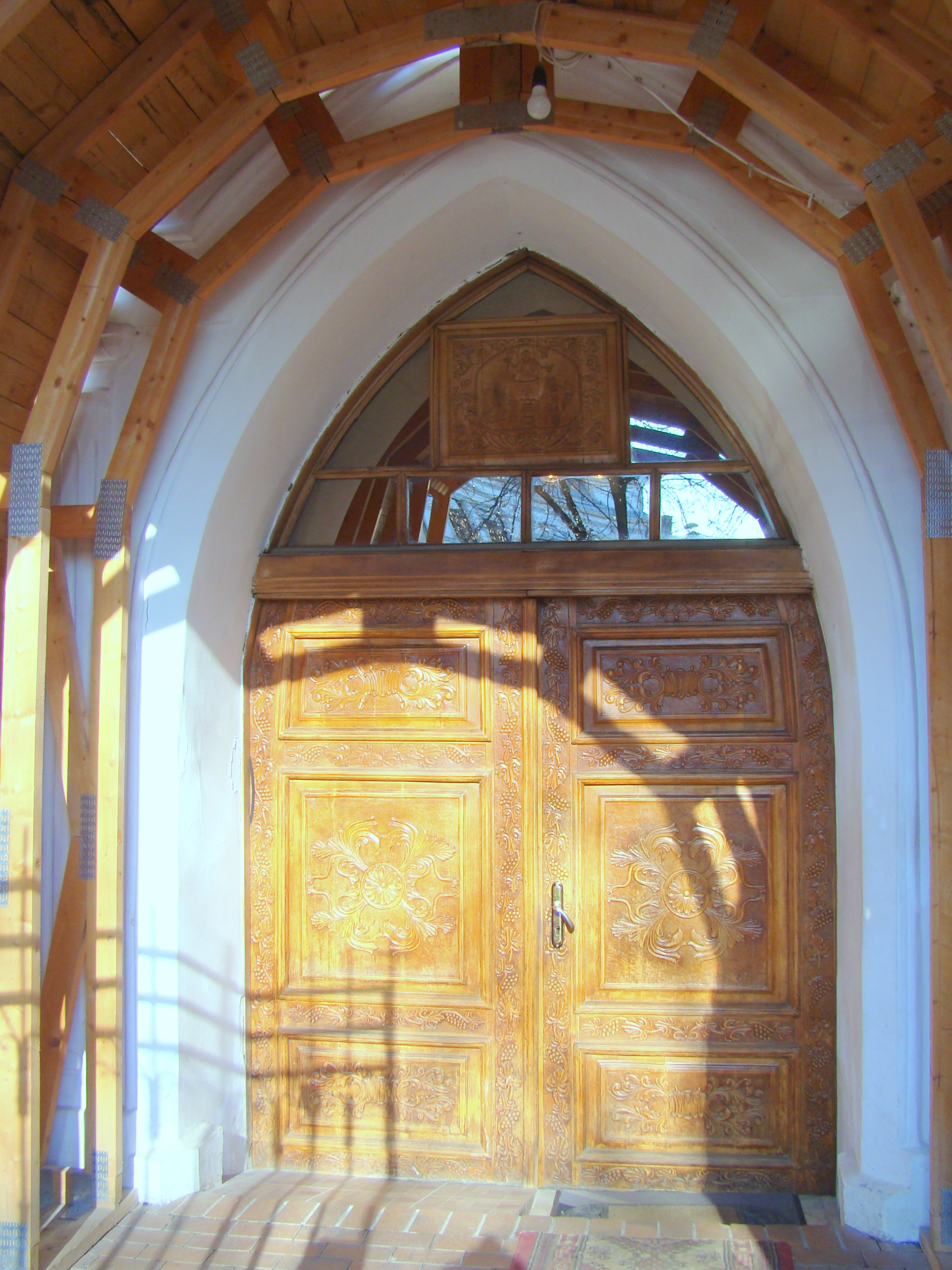
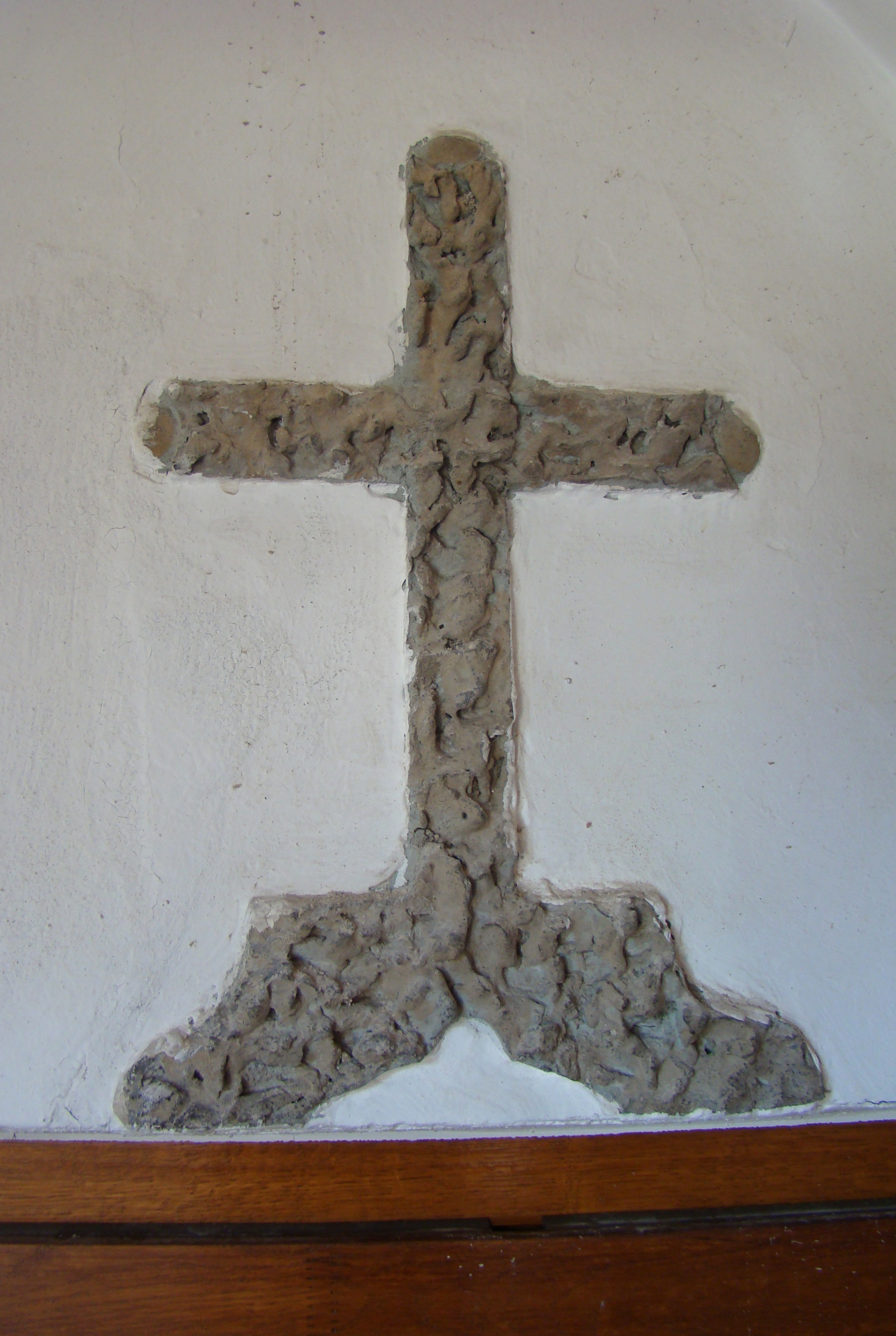
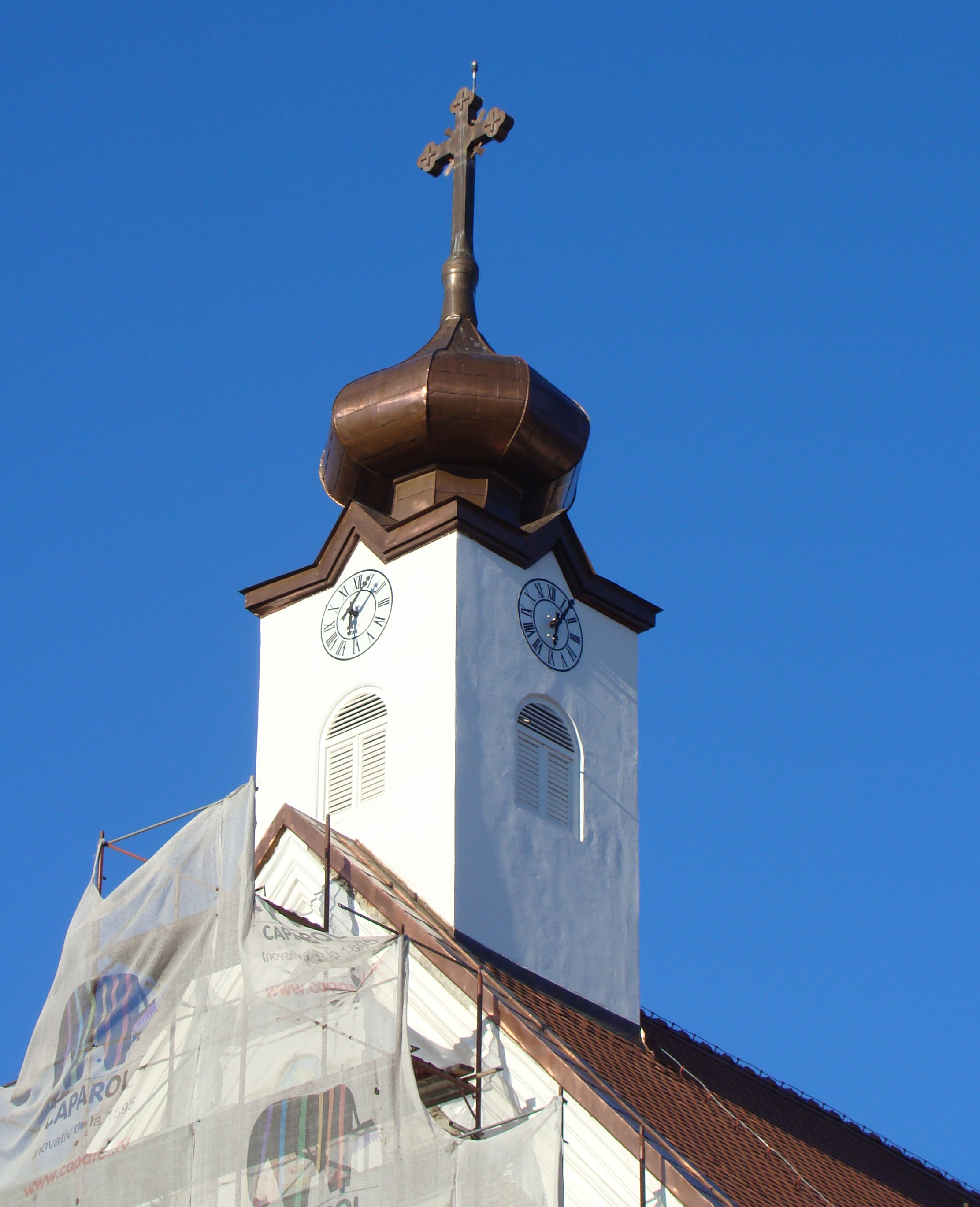
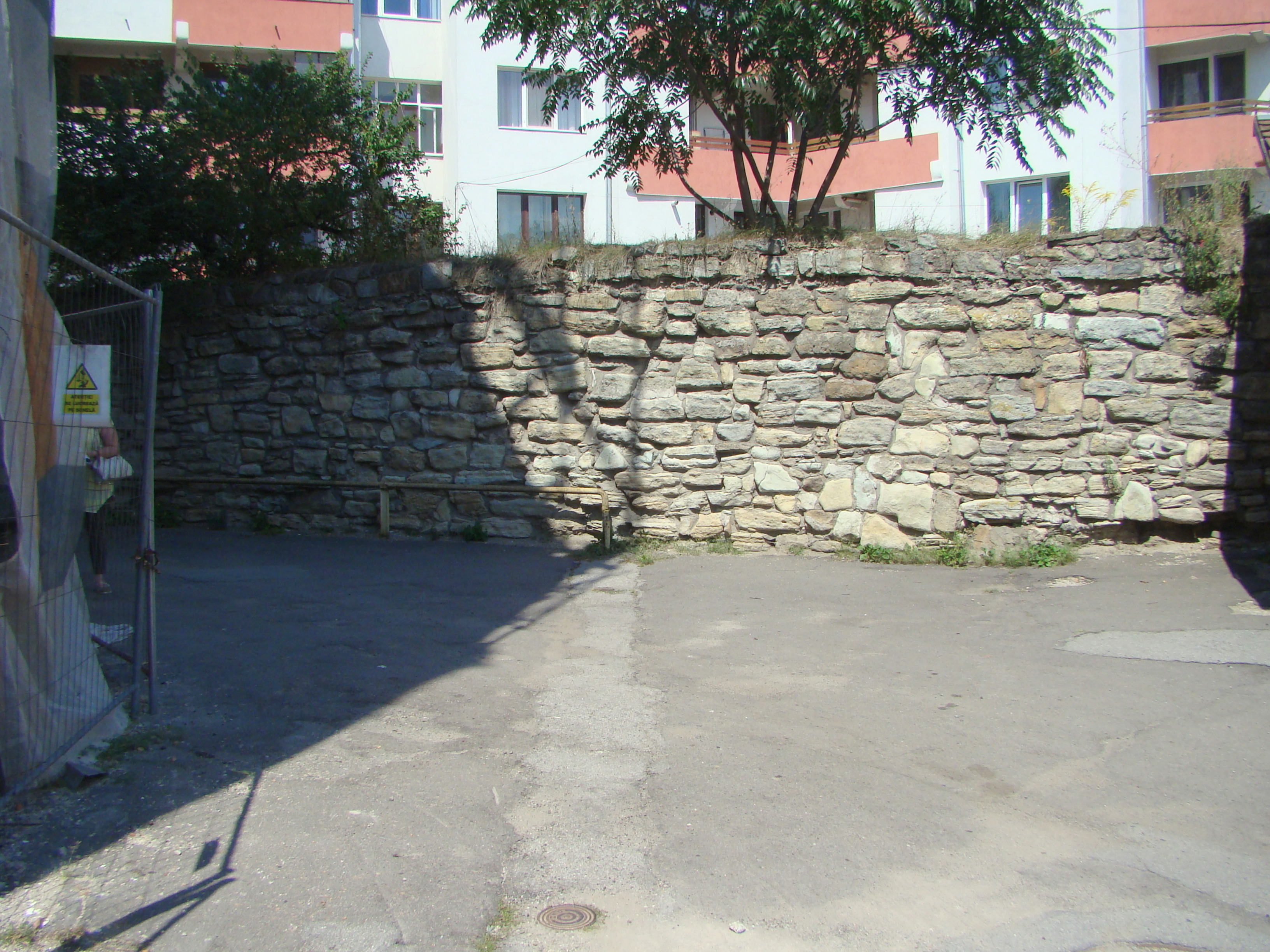
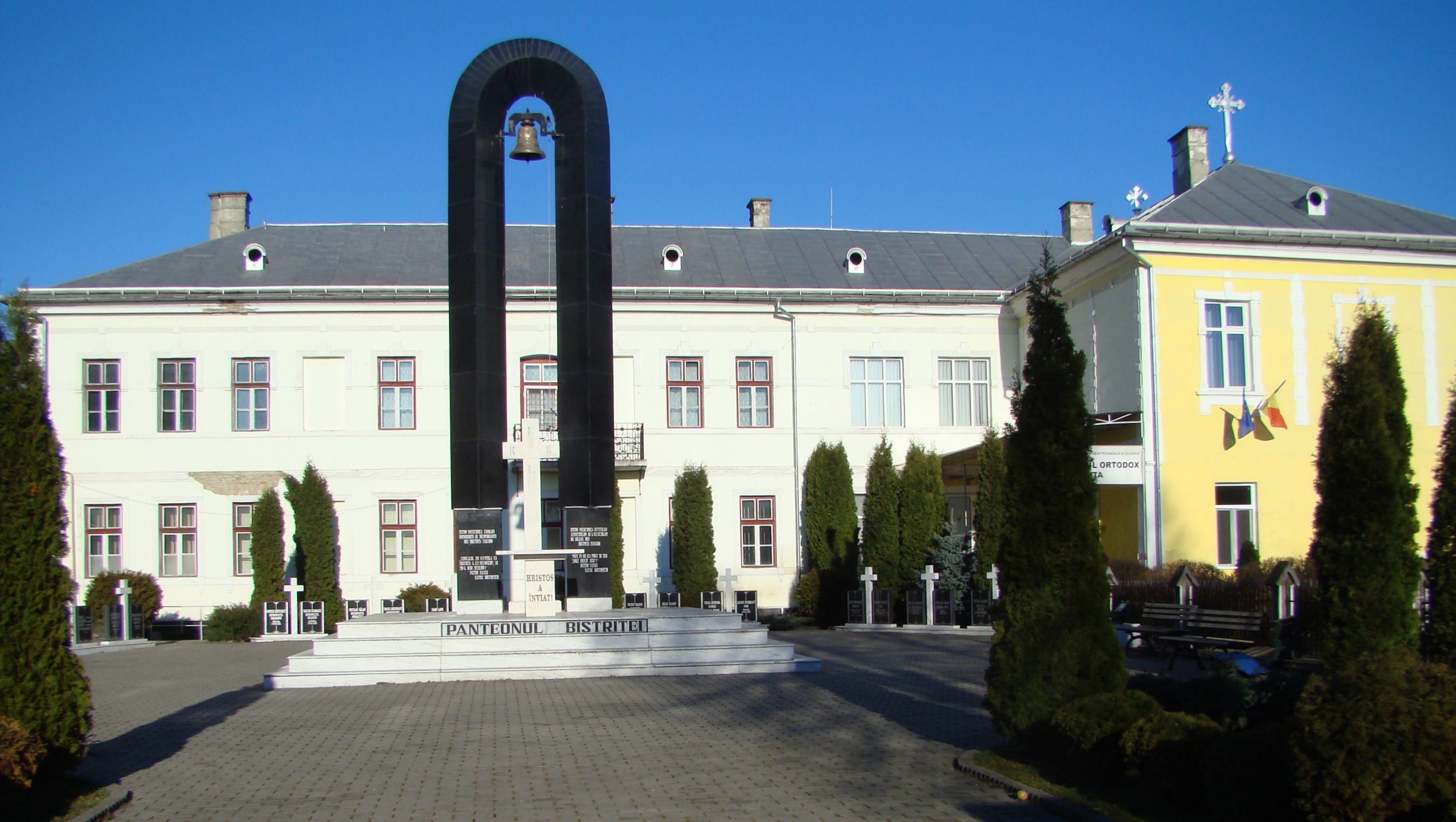
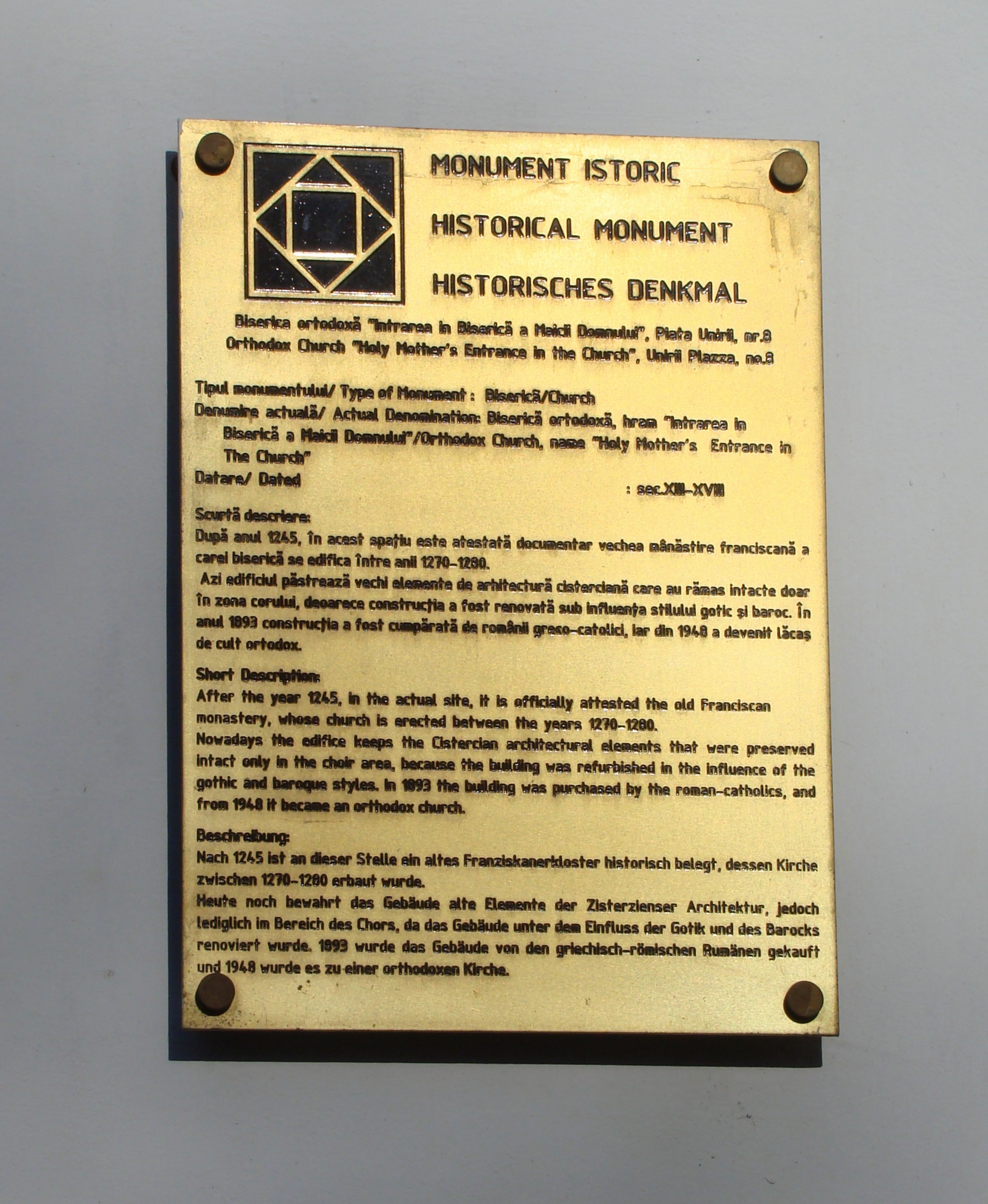
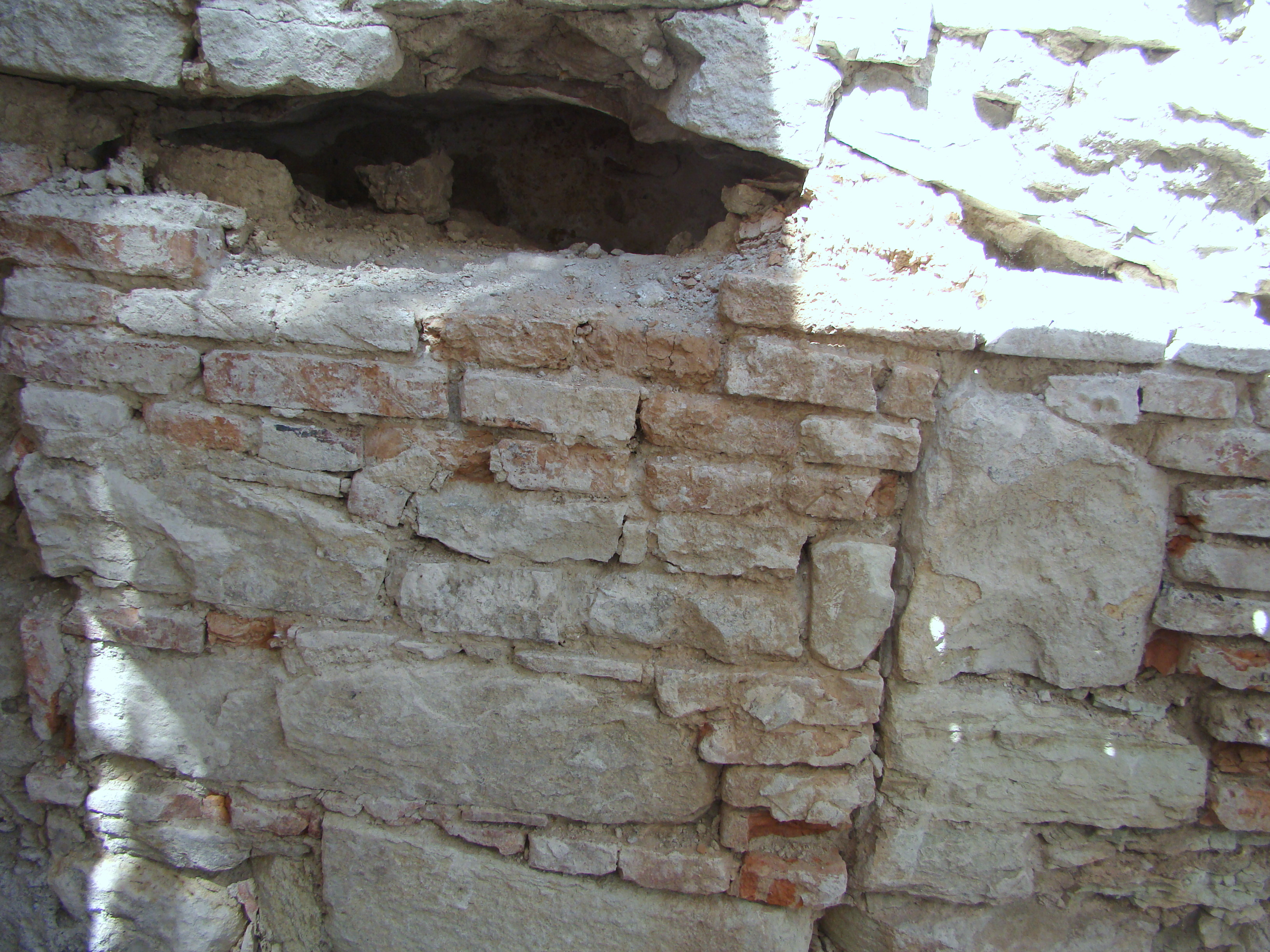

## Imagini din interior

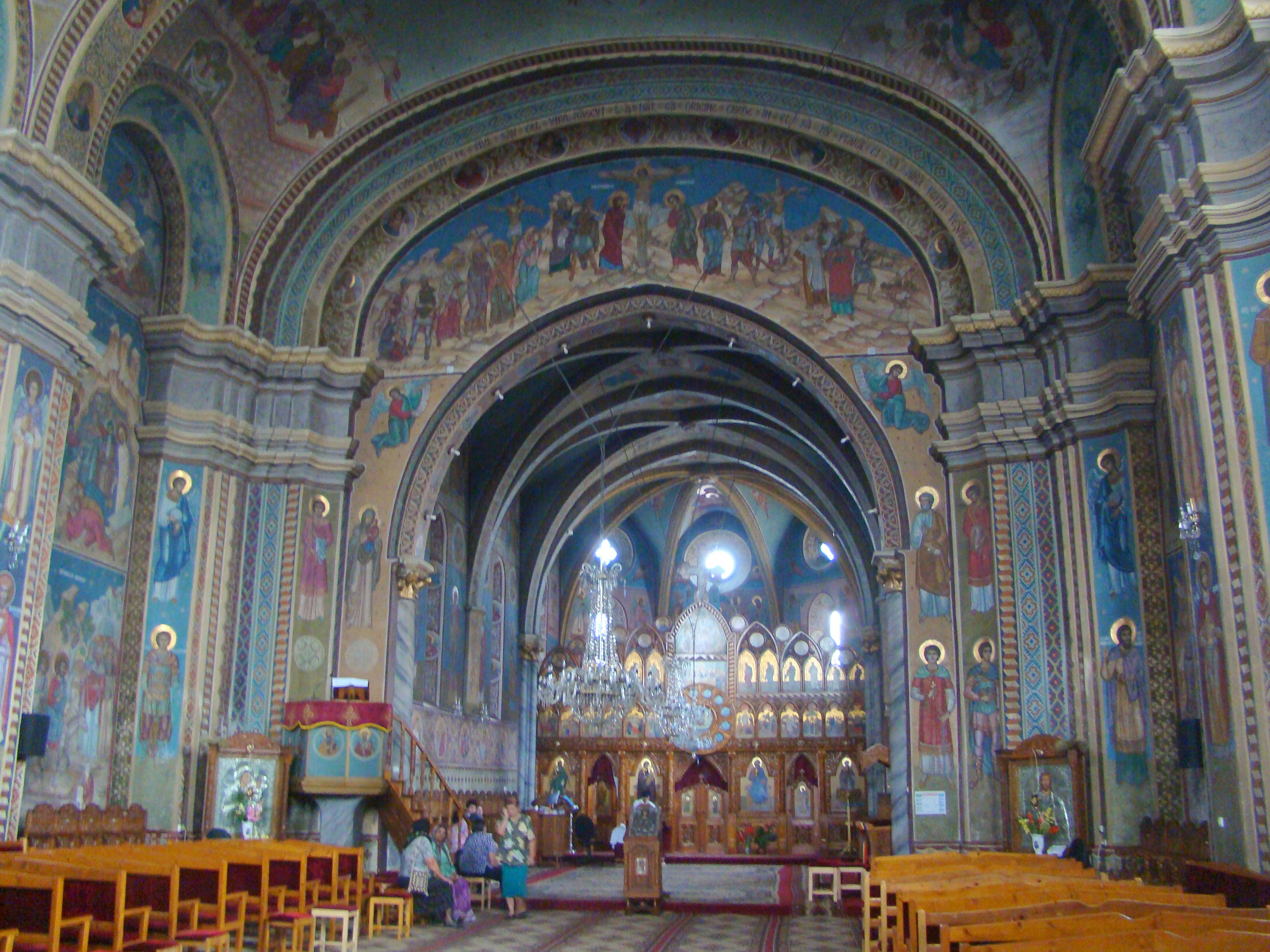
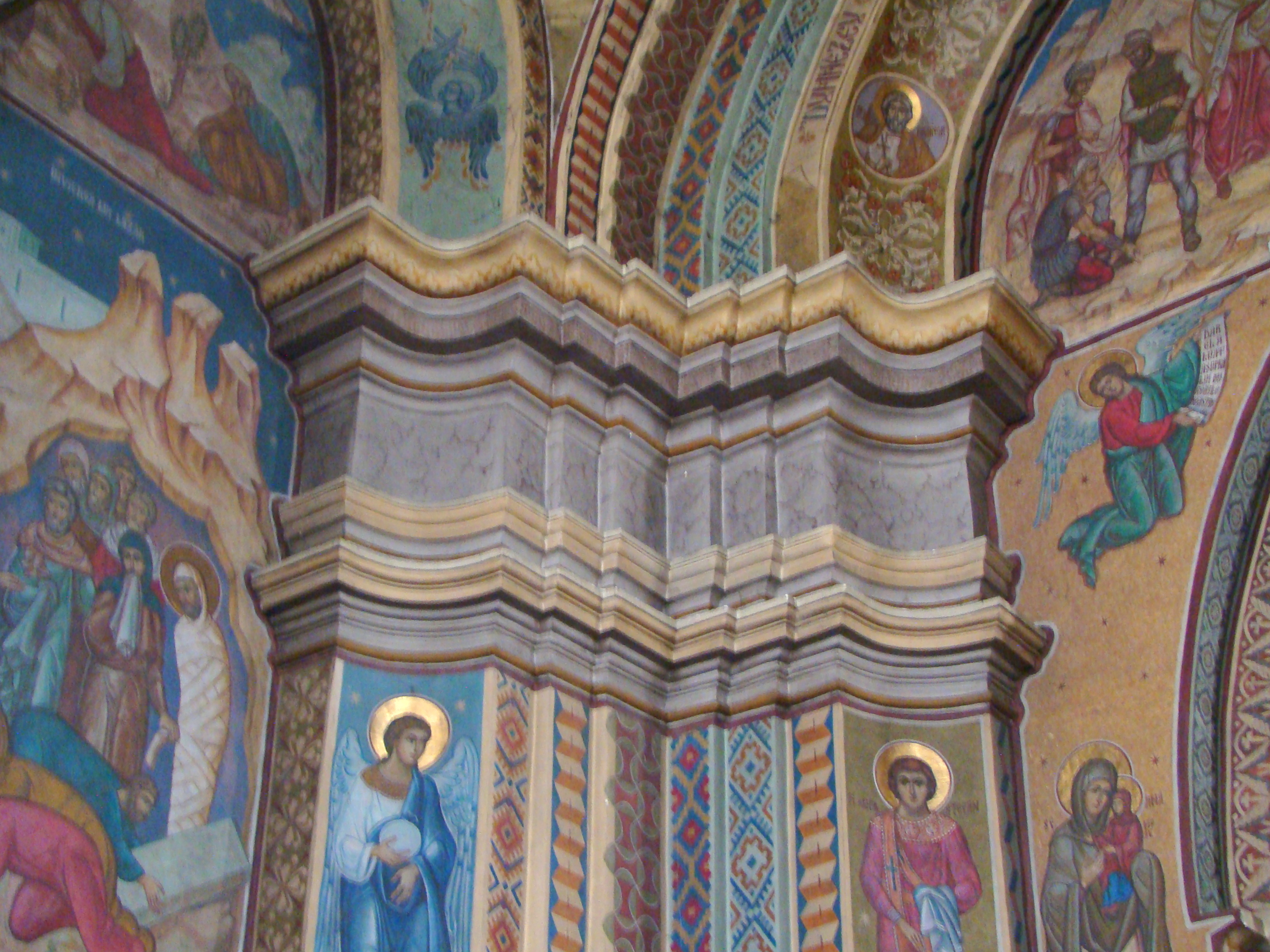
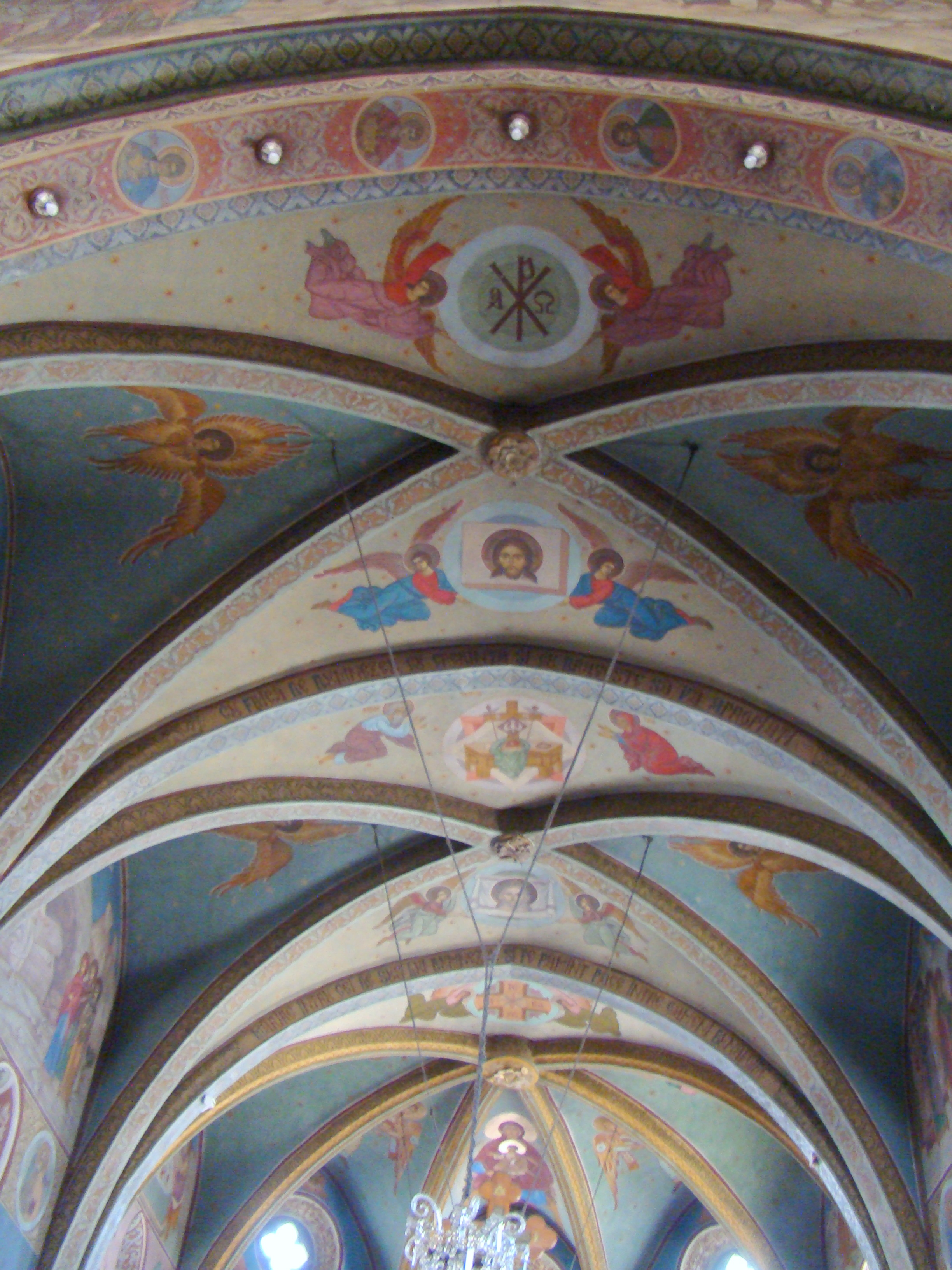
Bolți gotice pe ogivă
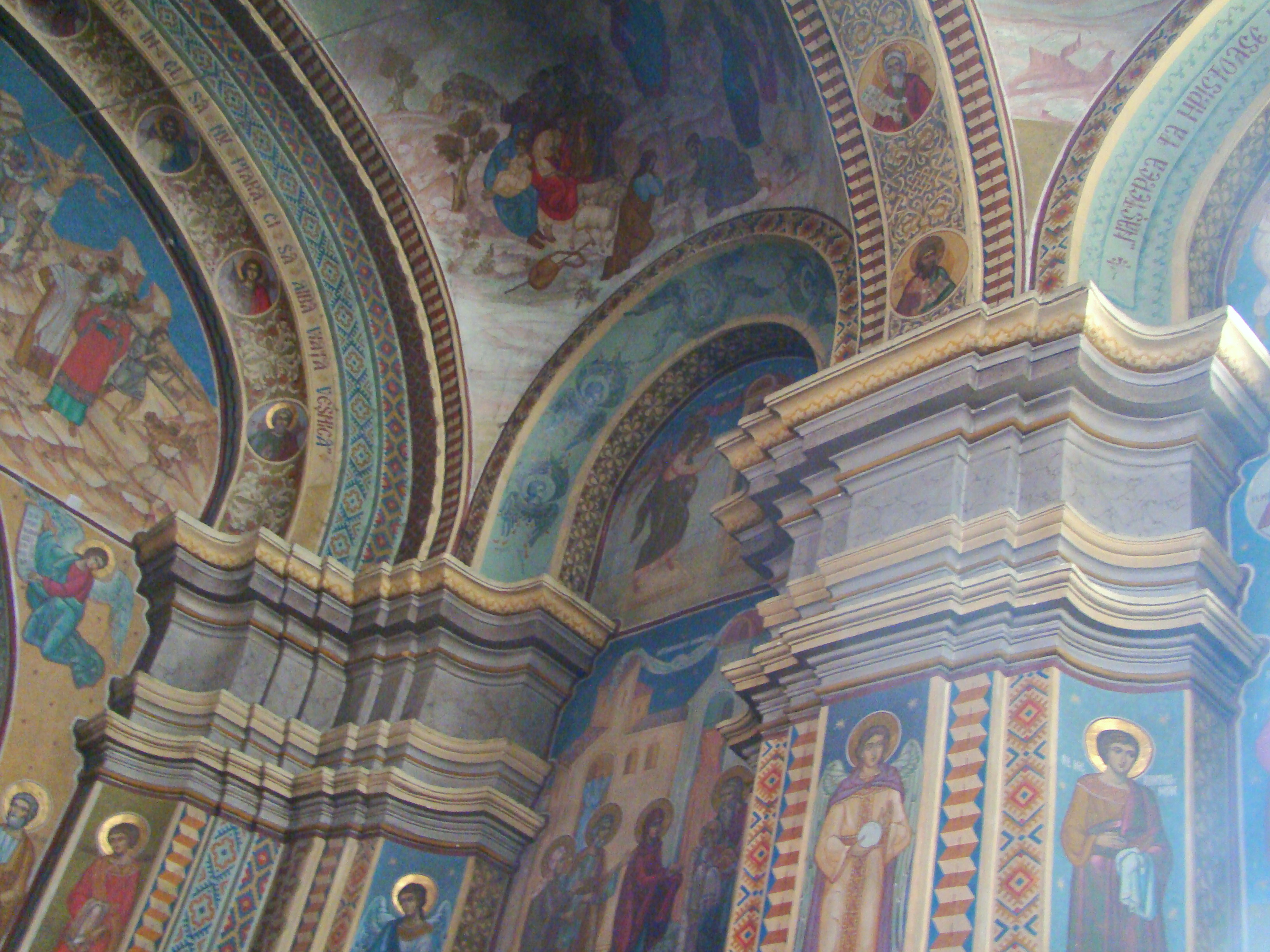
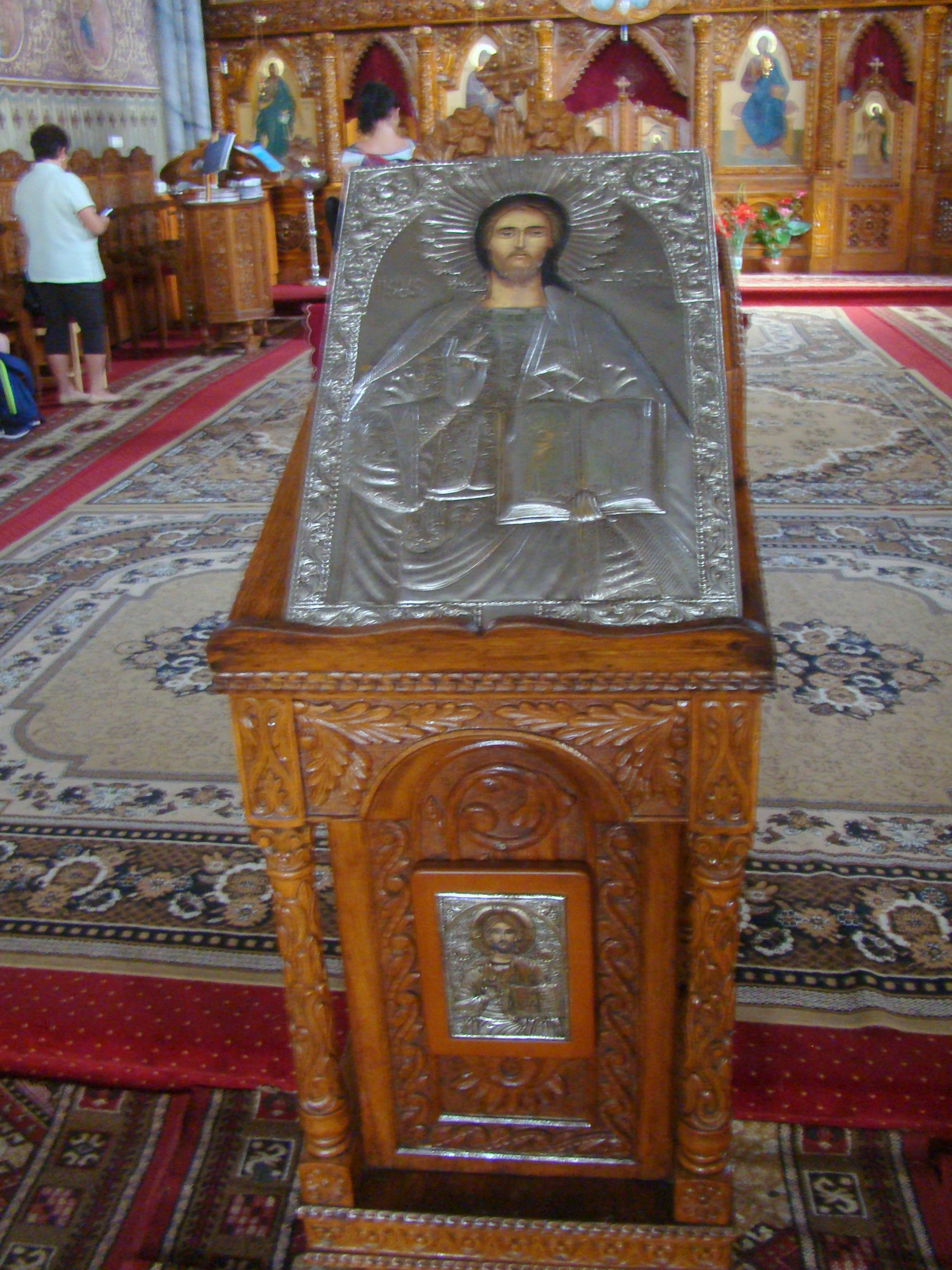
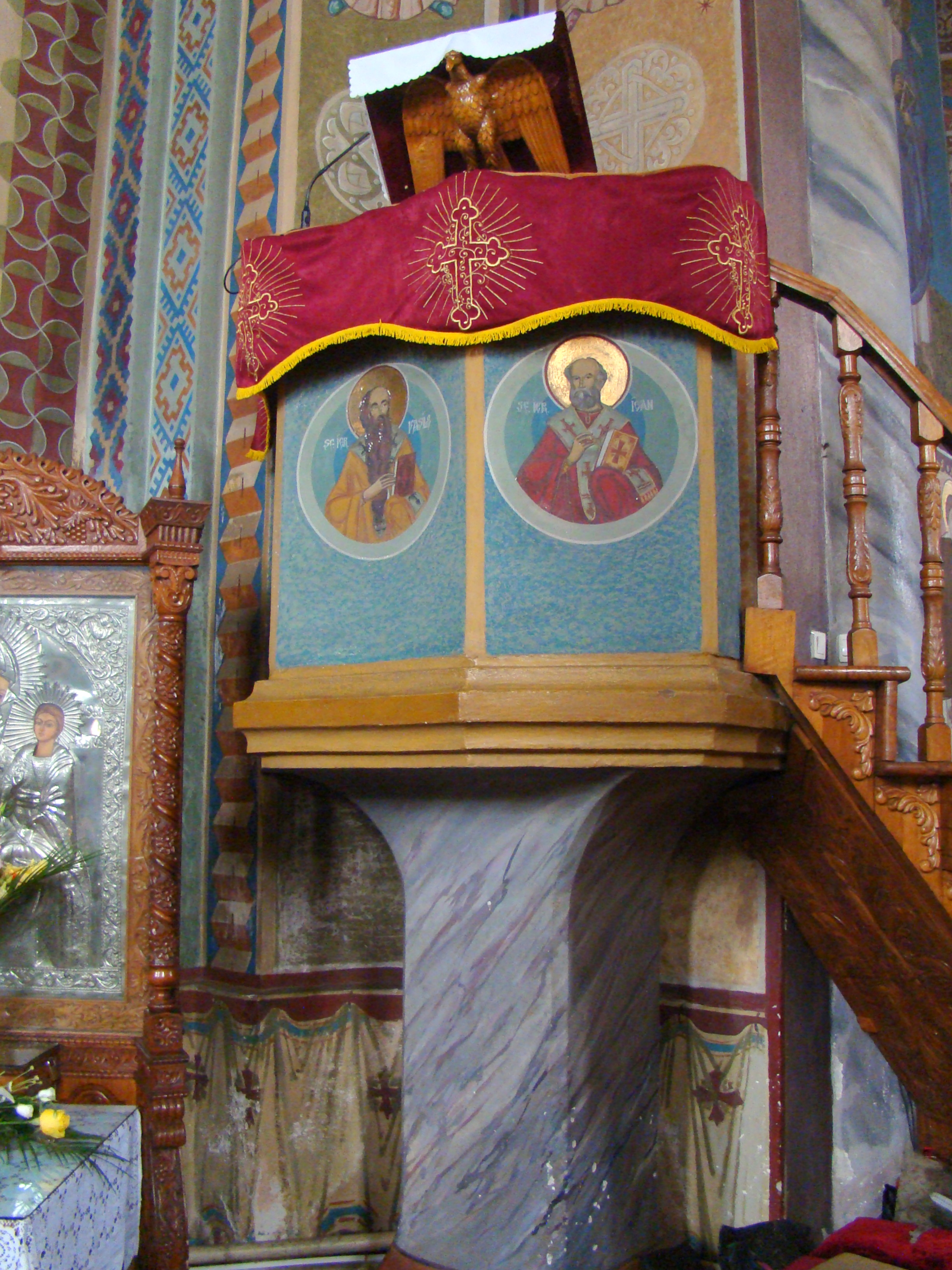
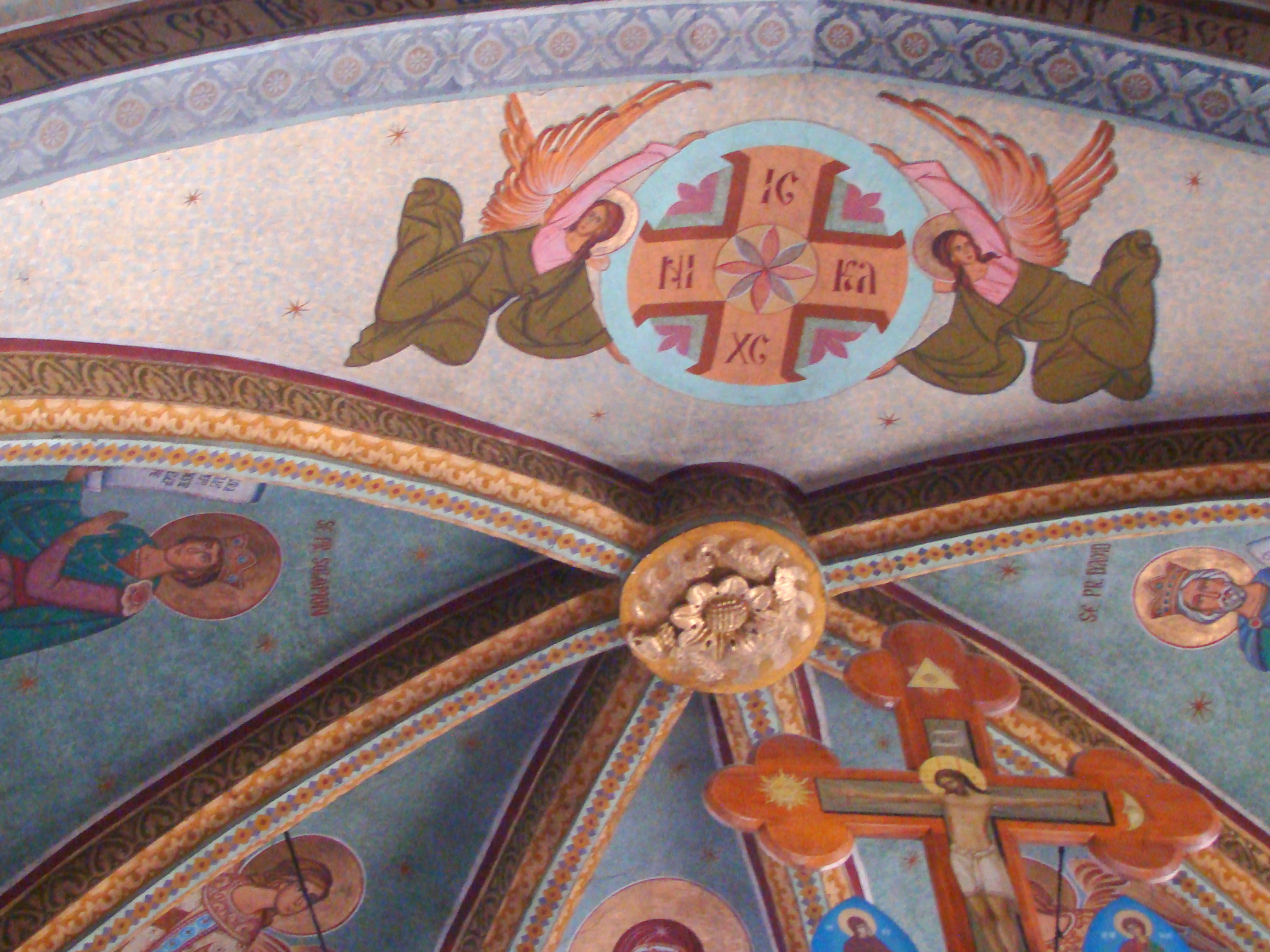
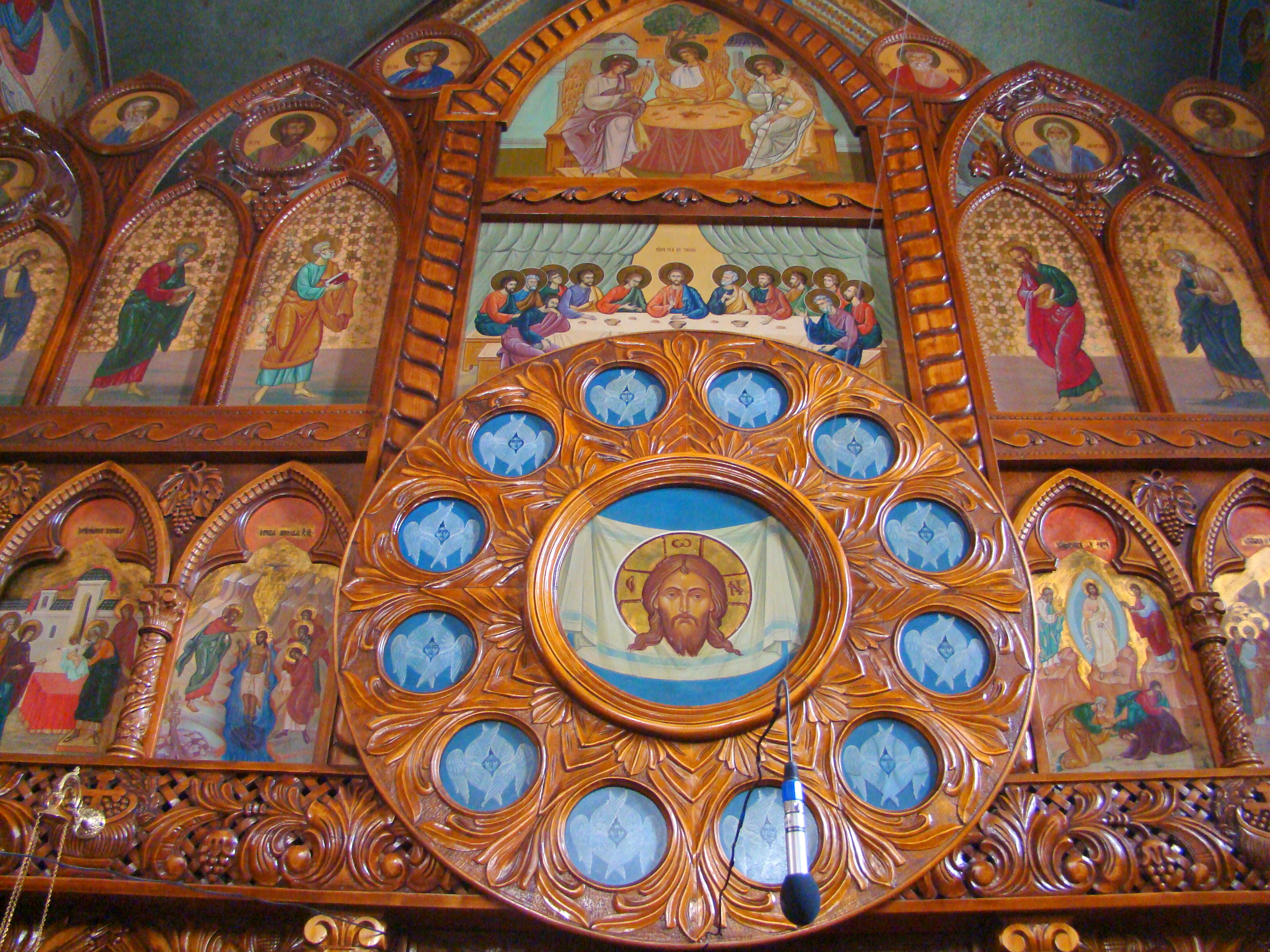
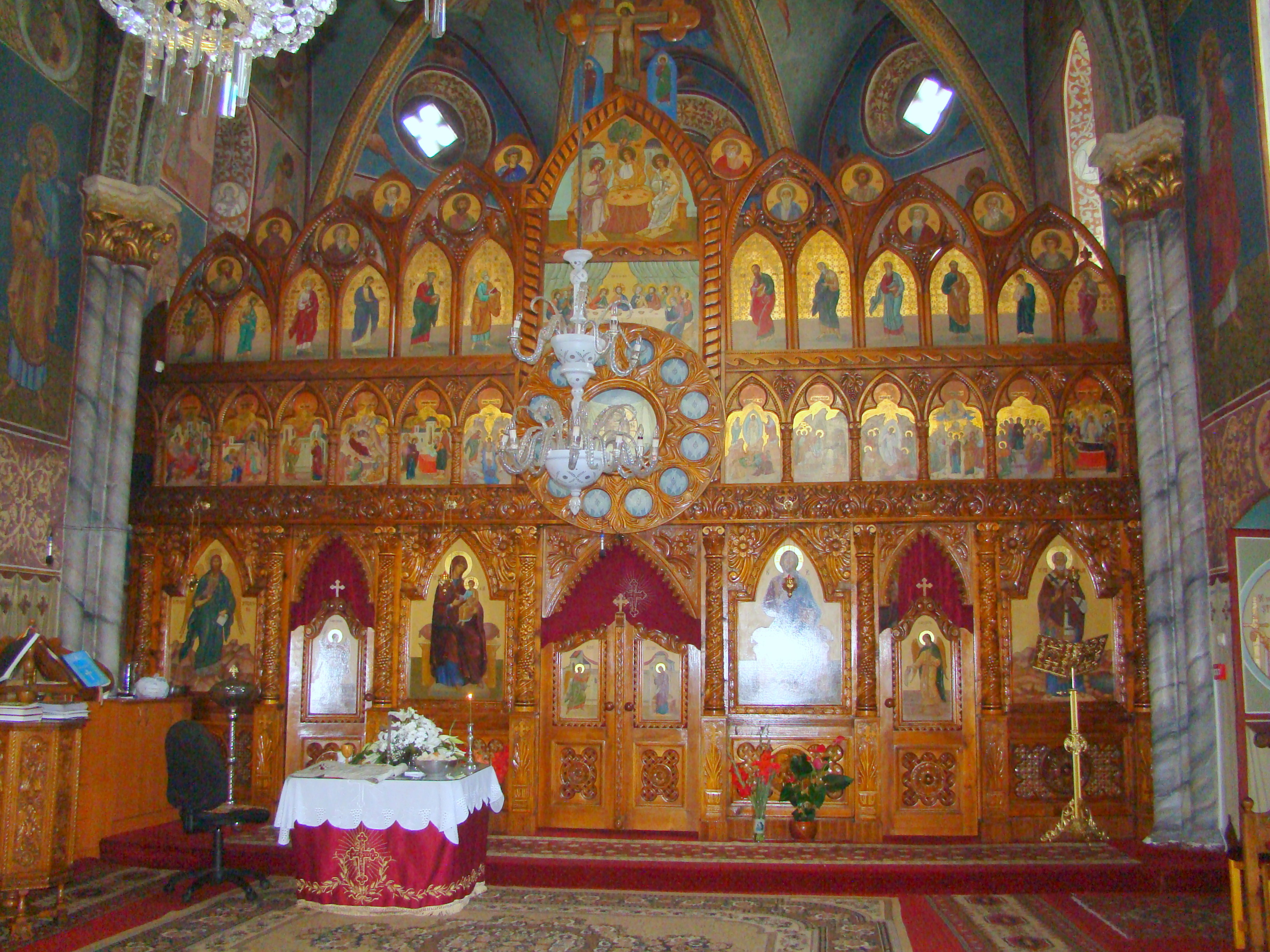
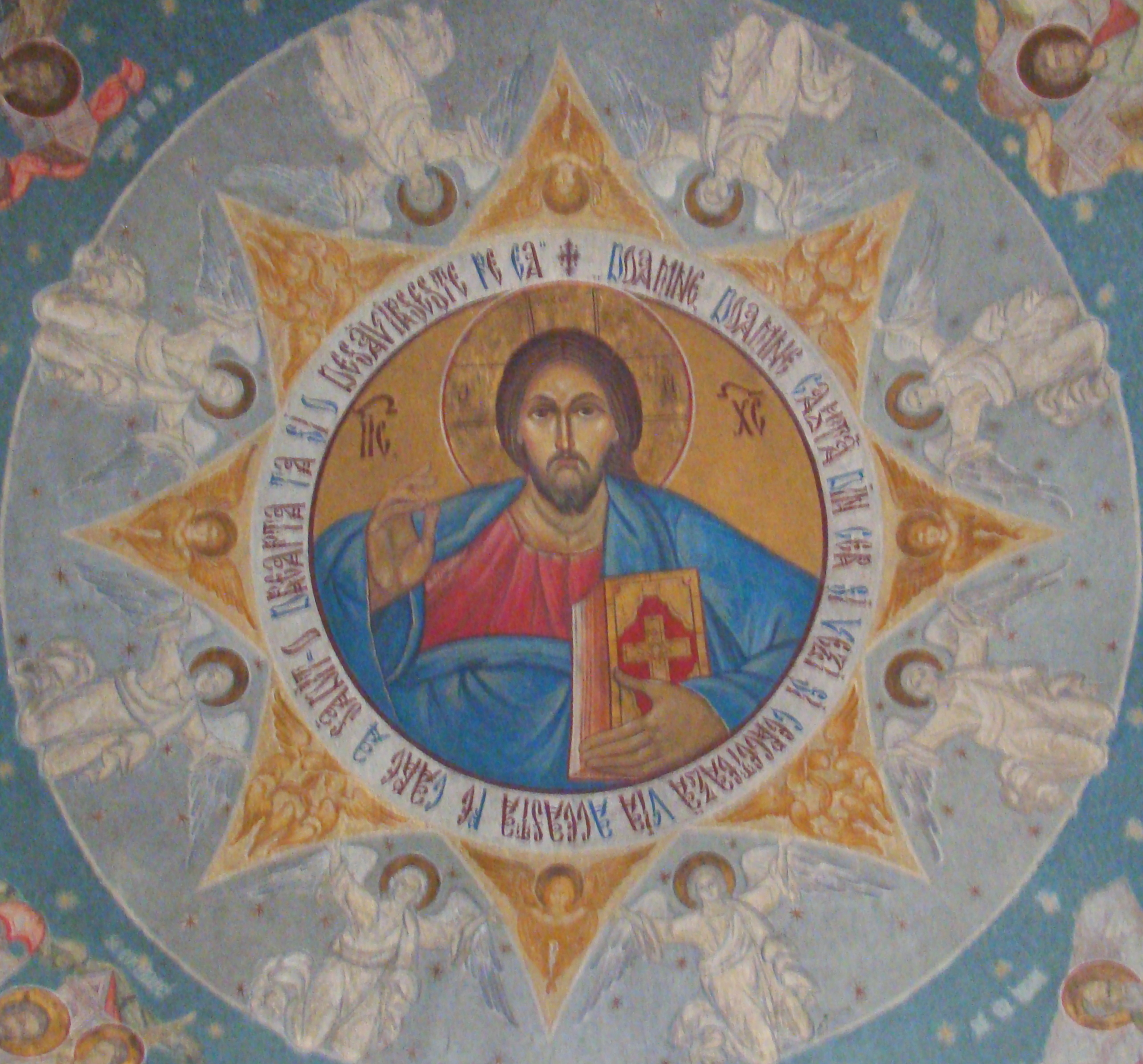
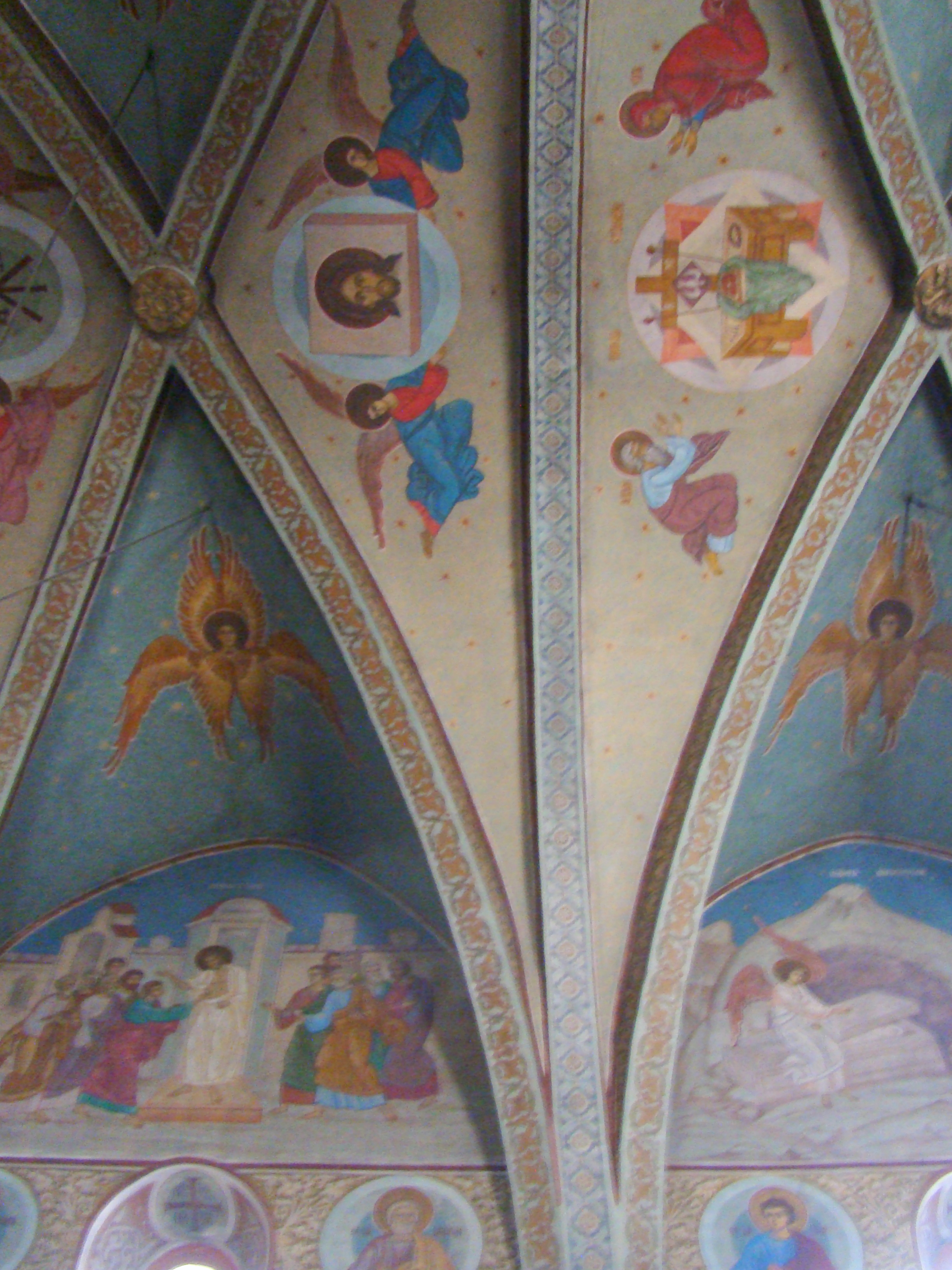
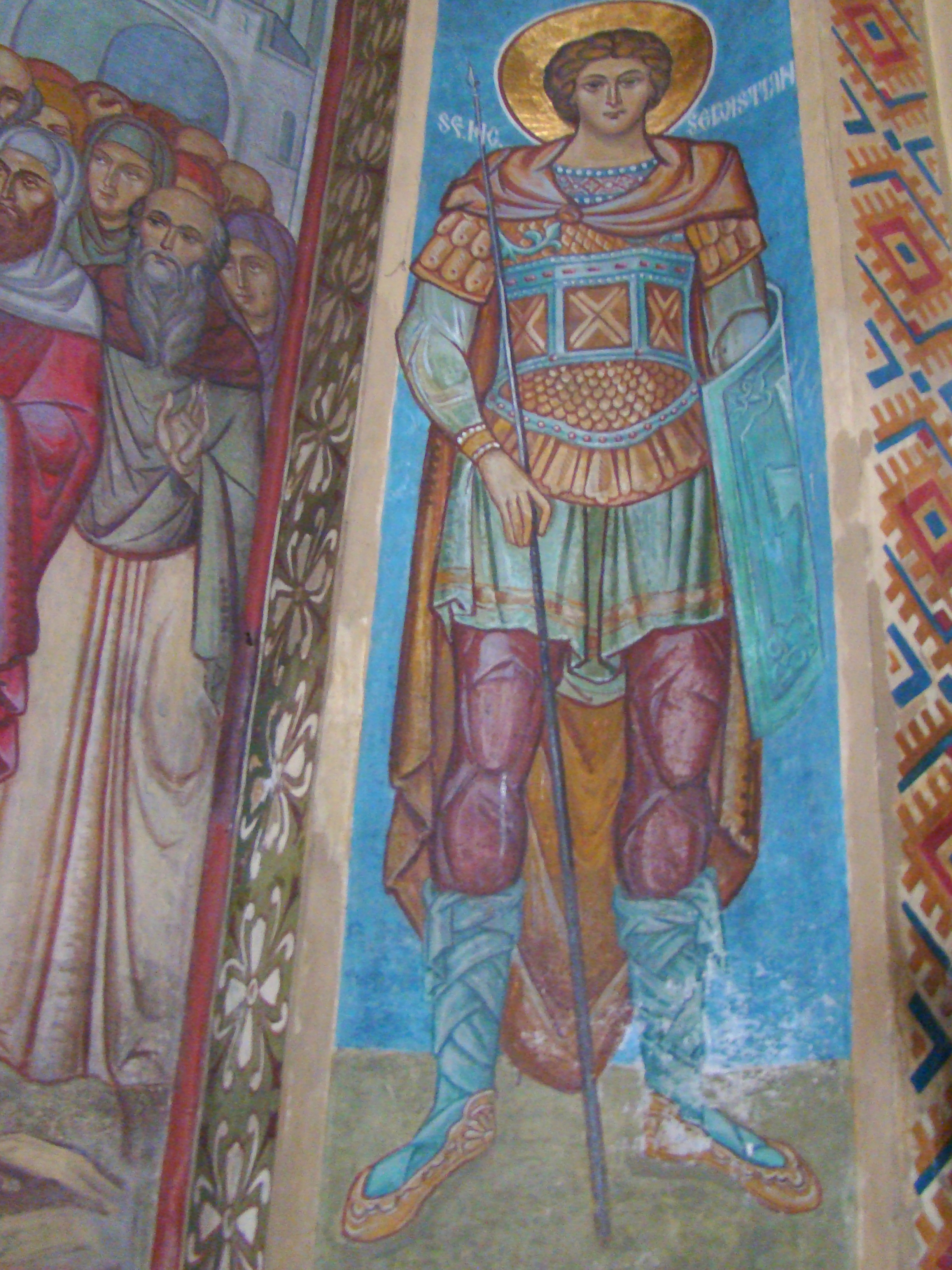
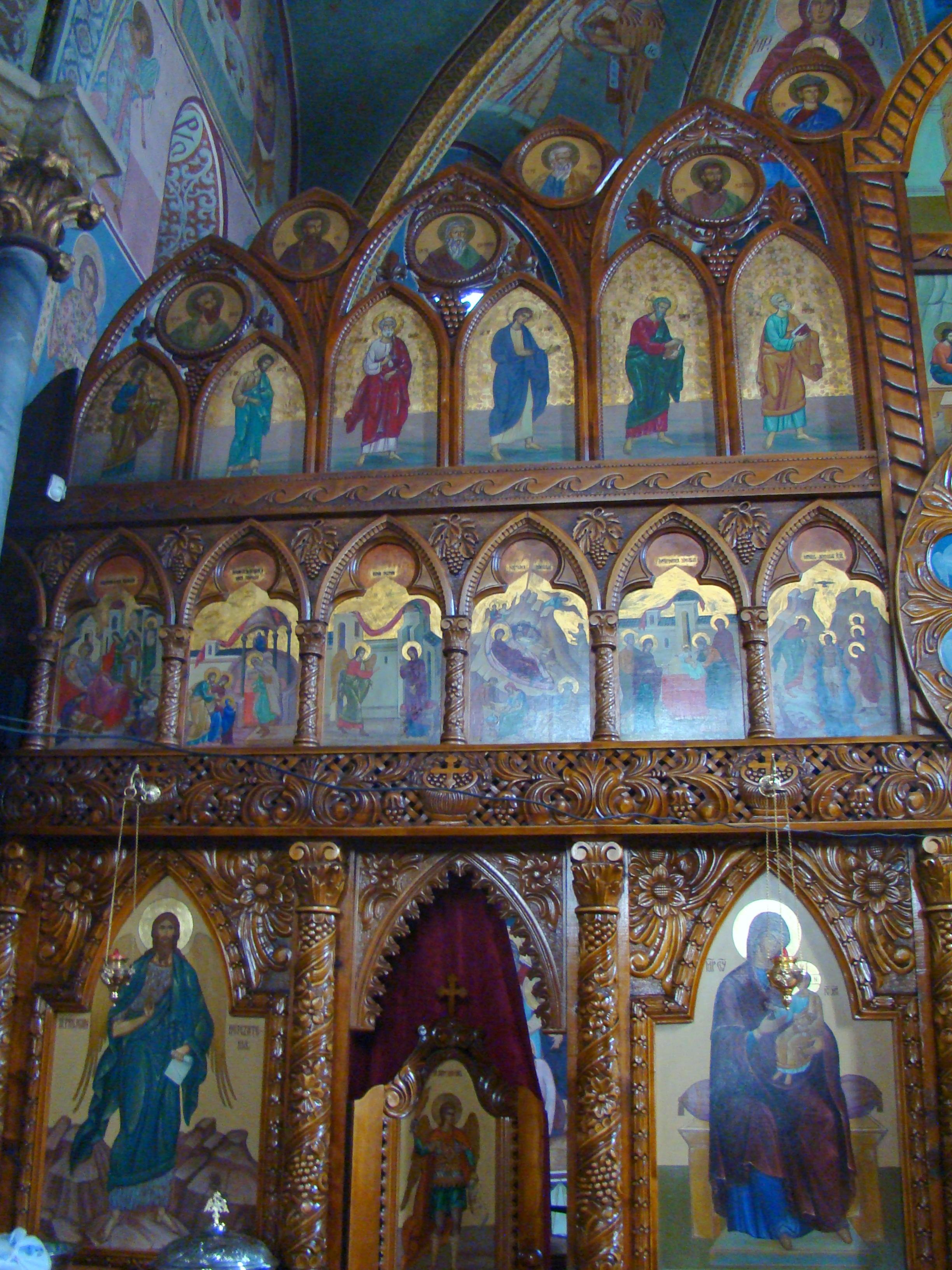
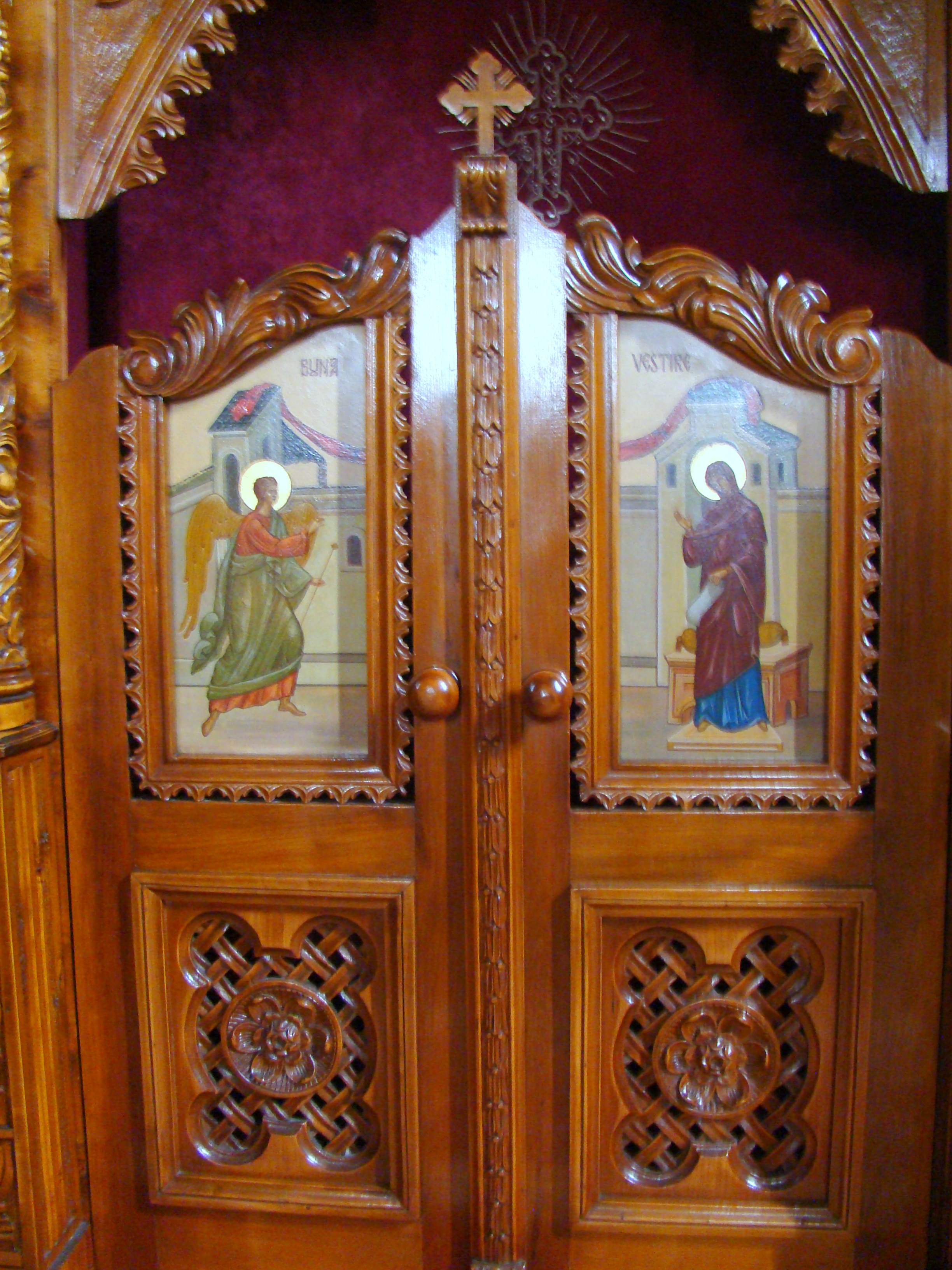
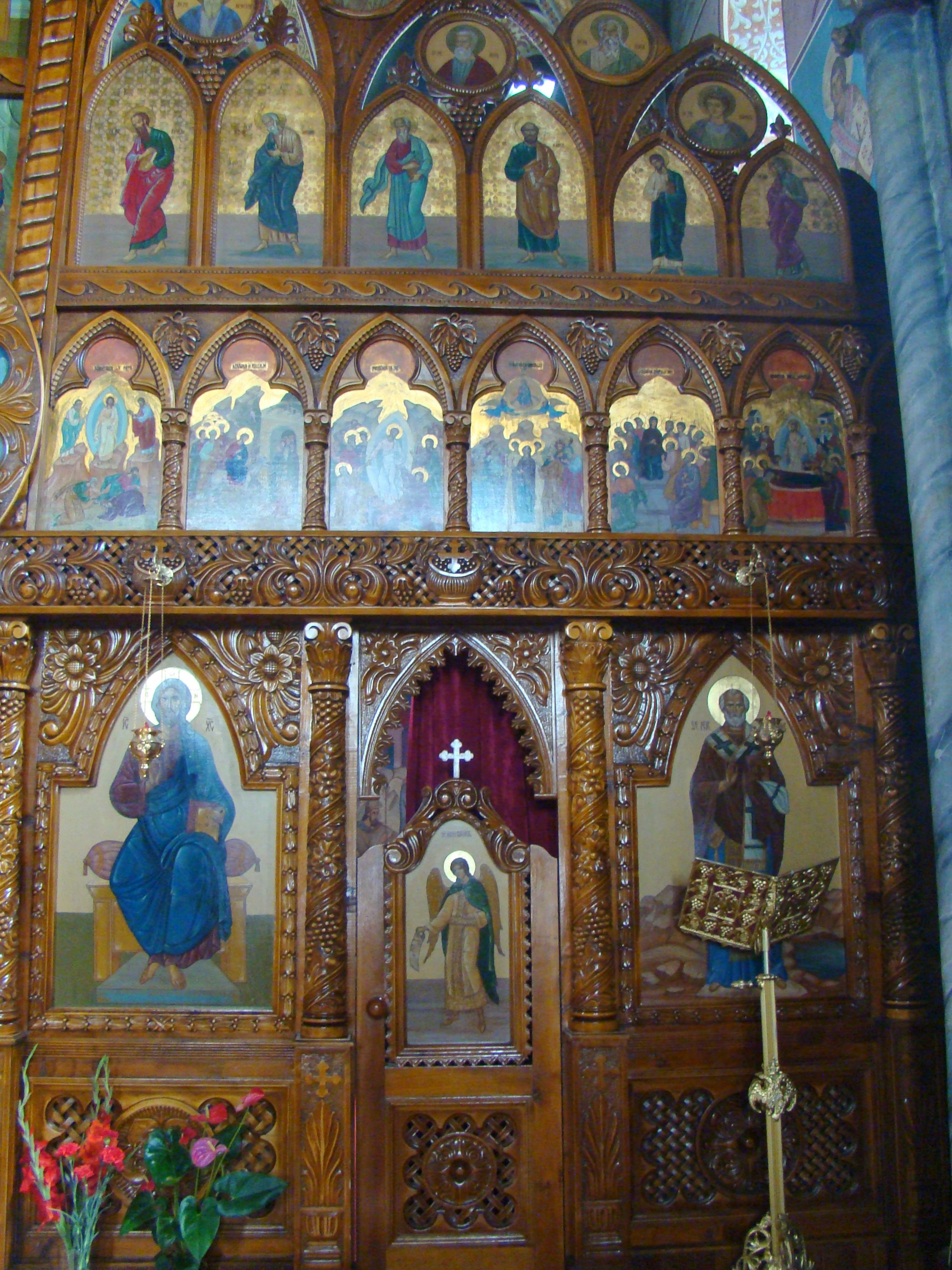
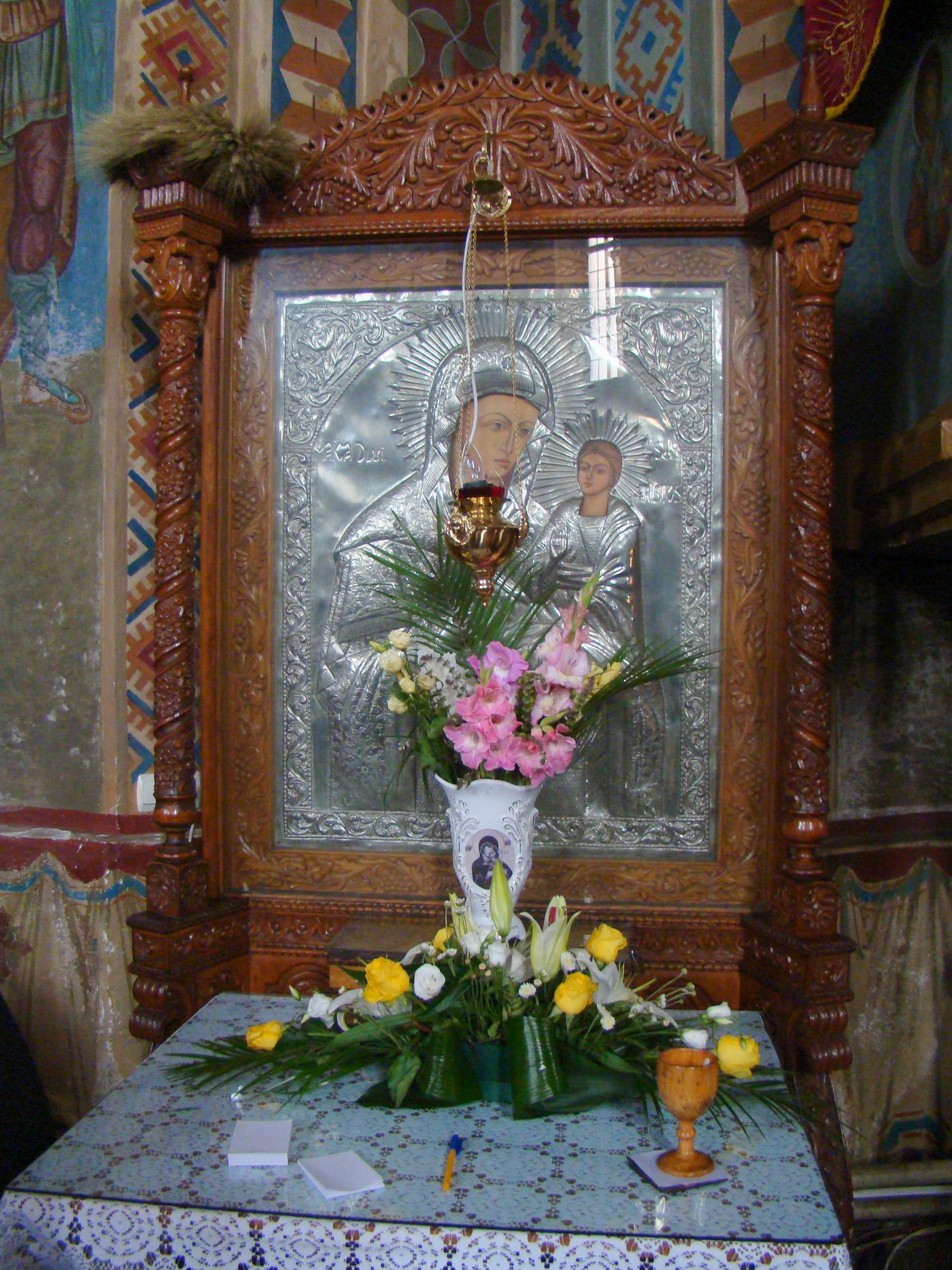
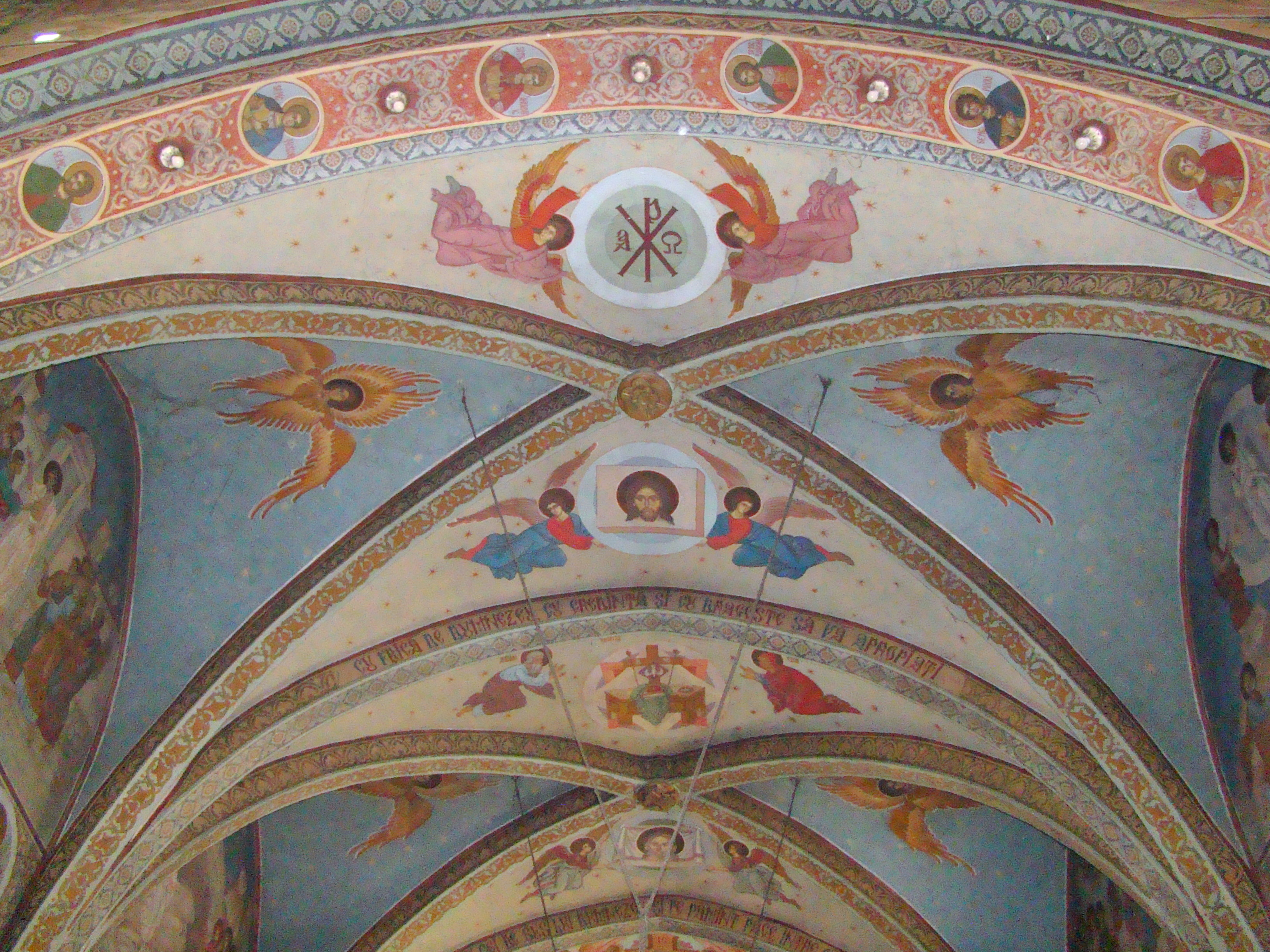
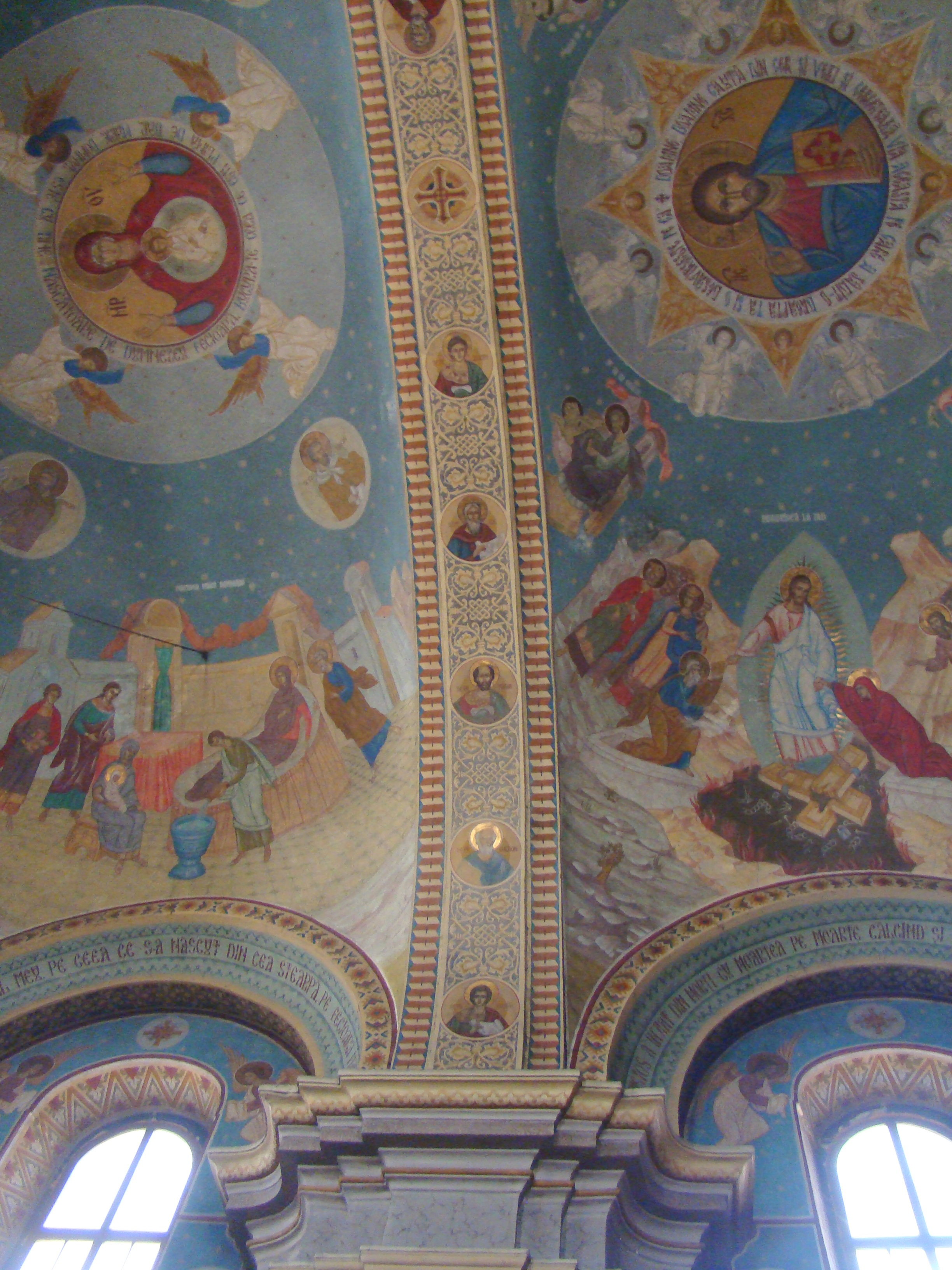
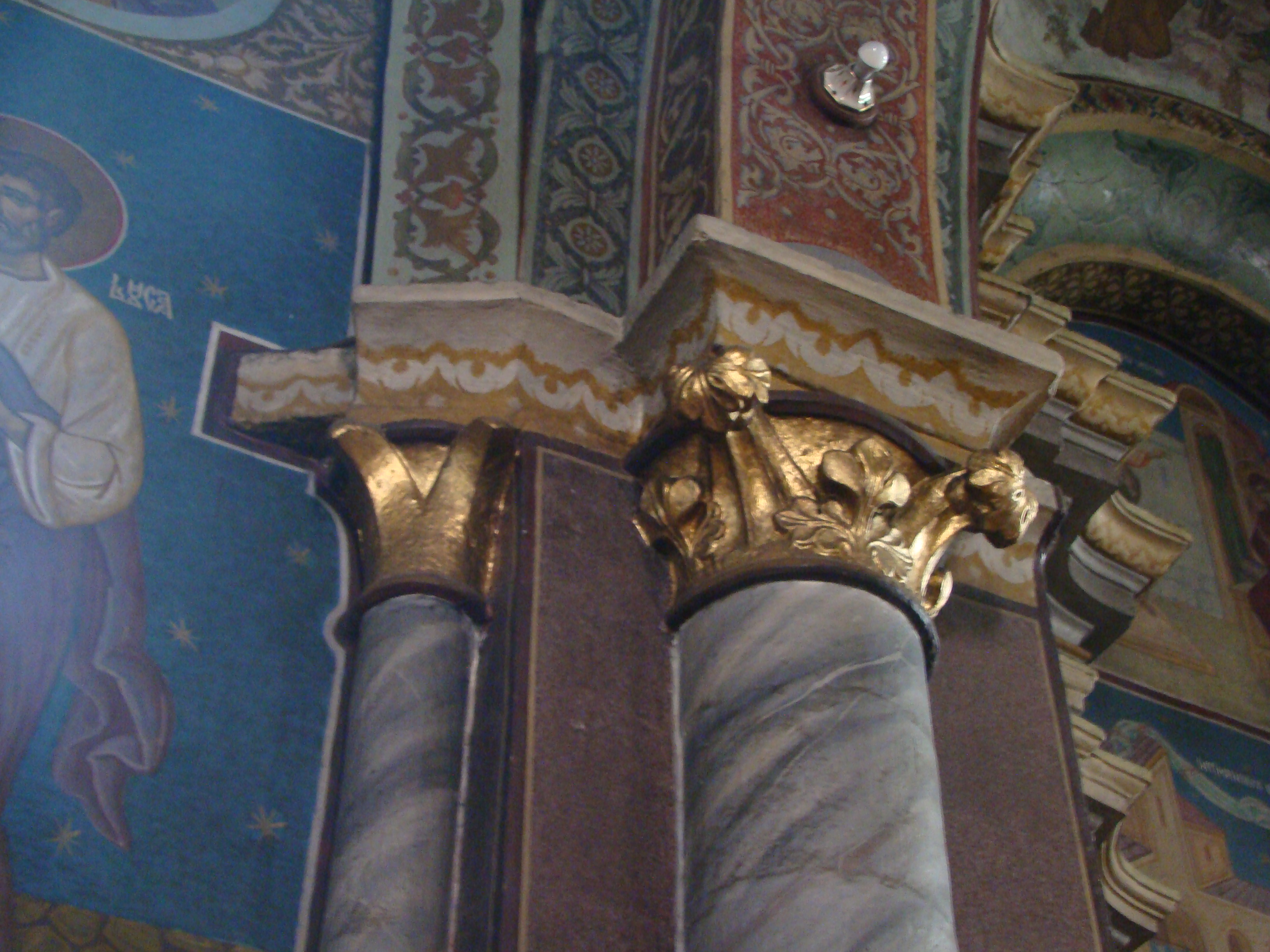
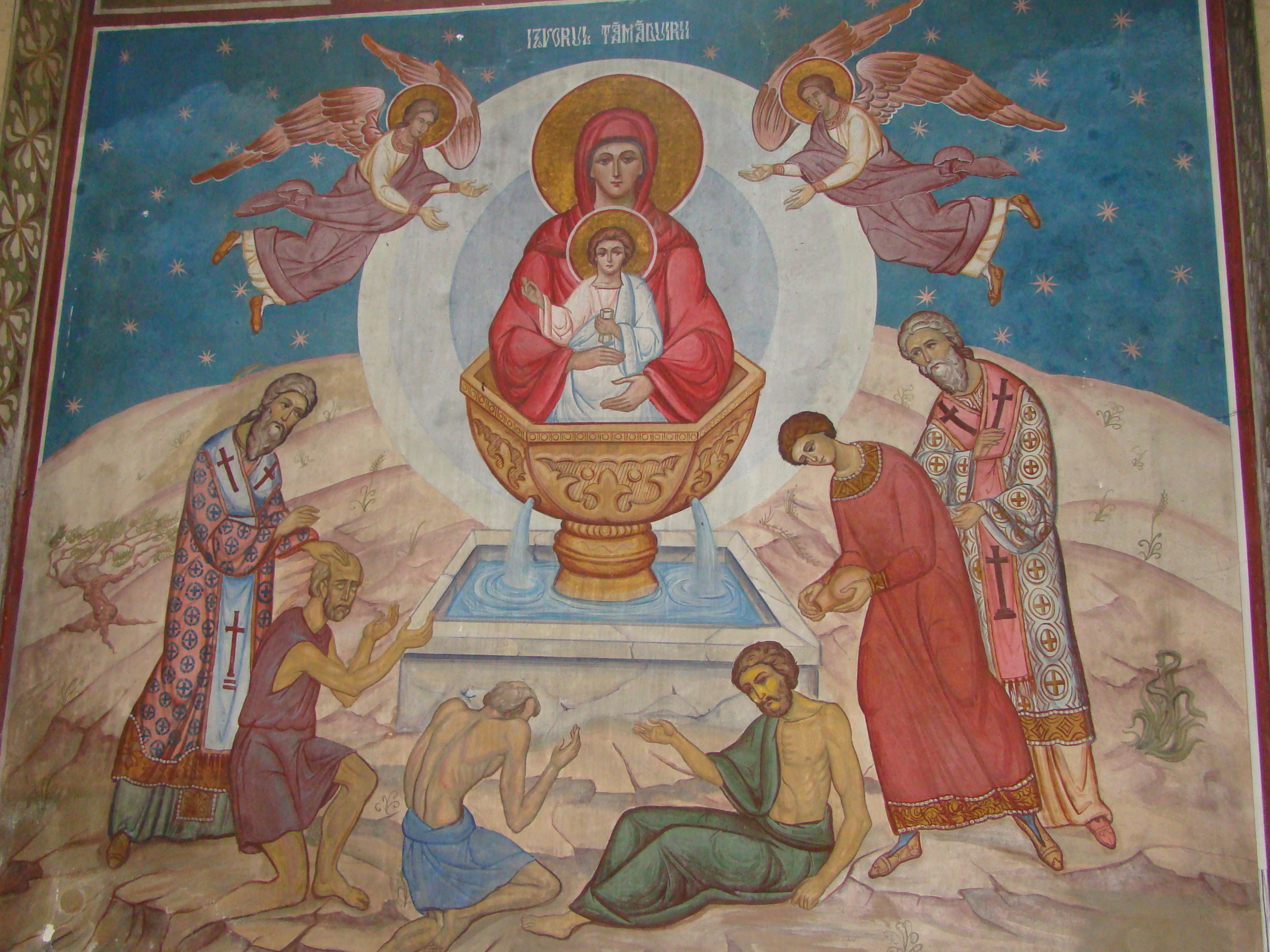
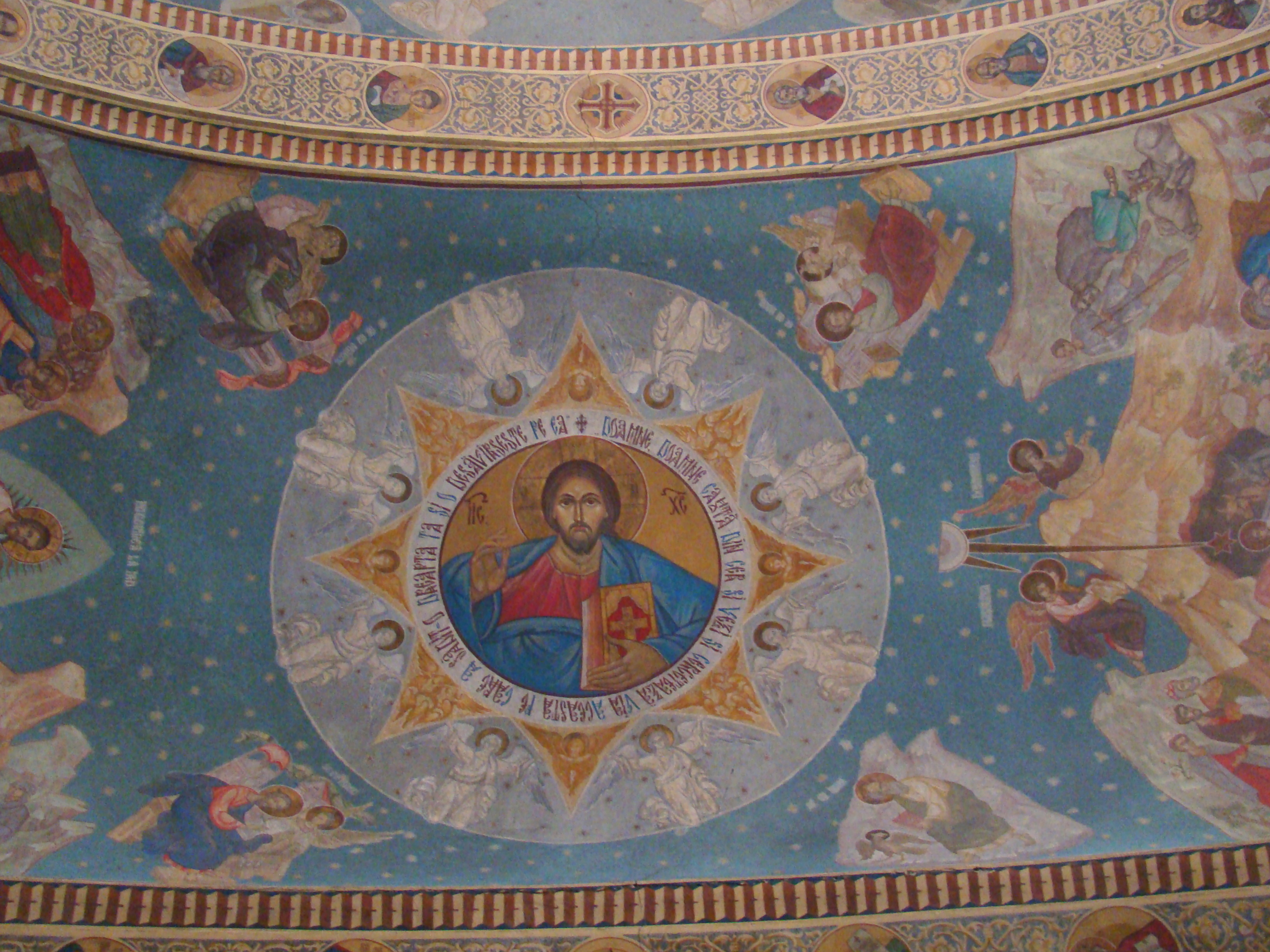
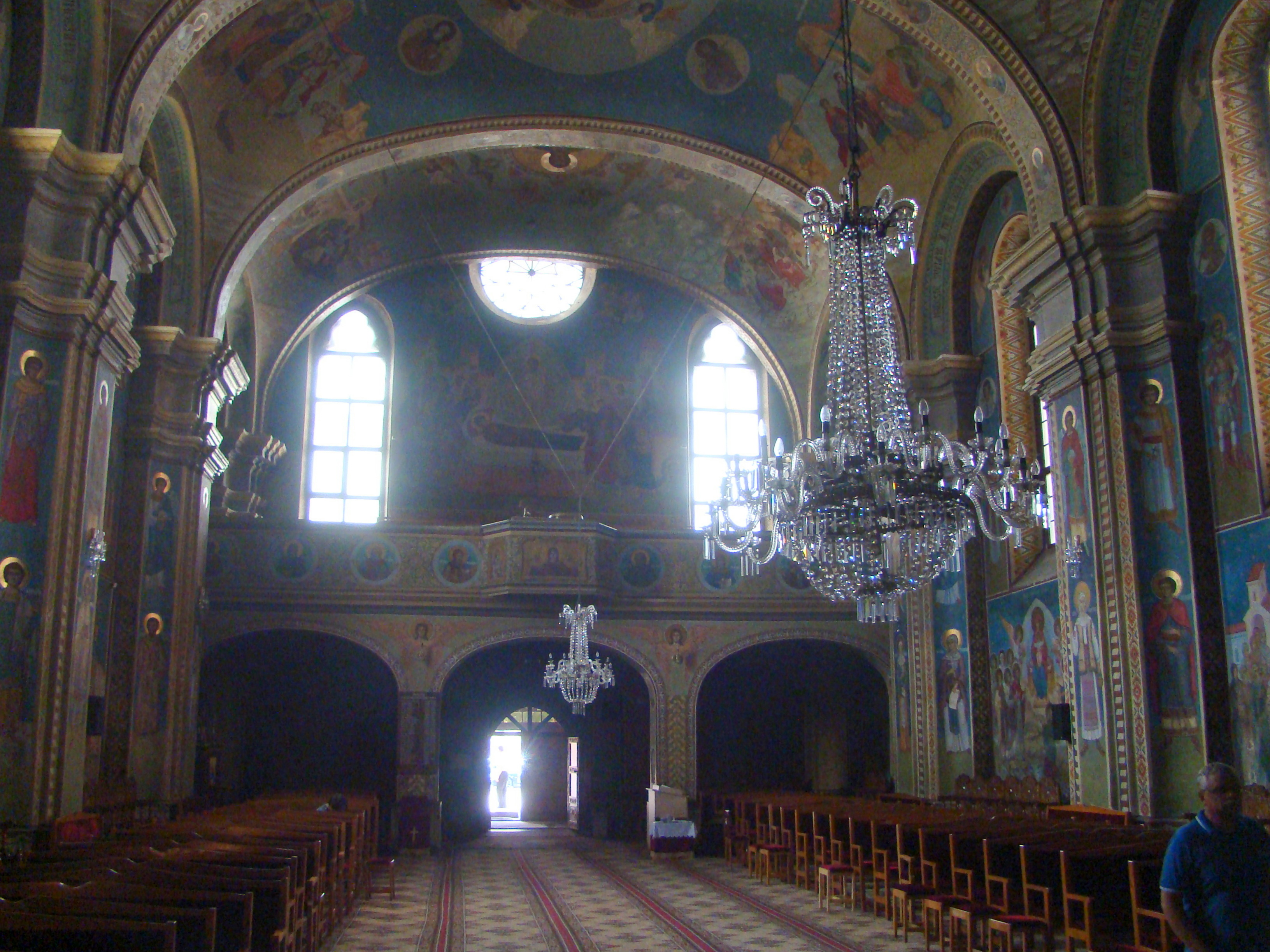